# Liste des accords de guitare
Voici une liste de doigtés d'accords musicaux pour guitare.

## Principes de base

### Notation
Deux systèmes de notation des notes et des accords sont fréquemment utilisés, le système « latin » (utilisé traditionnellement en France) et le système « anglais » (sous l'influence de la musique anglo-saxonne).
- Do  → C
- Ré  → D
- Mi  → E
- Fa  → F
- Sol → G
- La  → A
- Si  → B

Pour les altérations (dièses et bémols), on rajoutera :
- ♯ pour un dièse
- ♭ pour un bémol

Ce qui donne par exemple : La dièse → A♯ ; Si bémol → B♭.
Pour les tonalités (uniquement pour les accords) on a :
- accord majeur → rien, ou M (rare)
- accord mineur → m

Exemple : E♭m → Mi bémol mineur

### Lecture d'un accord
Un accord de guitare sera généralement présenté de cette manière :
| A : [x02220] (xoimao) | x o o ╒═╤═╤═╤═╤═╕ │ │ │ │ │ │ 1 ├─┼─┼─┼─┼─┤ │ │ 1 2 3 │ 2 ├─┼─┼─┼─┼─┤ │ │ │ │ │ │ 3 ├─┼─┼─┼─┼─┤ │ │ │ │ │ │ 4 ├─┼─┼─┼─┼─┤ │ │ │ │ │ │ 5 └─┴─┴─┴─┴─┘ 6 5 4 3 2 1 |

À gauche, après le nom de l'accord (ici : A, c'est-à-dire : La Majeur), on en trouve une première notation synthétique entre crochets, complétée d'un doigté de réalisation suggéré entre parenthèses. Nous la détaillerons en second.
À droite est schématiquement représenté le manche de la guitare, avec réalisation du même accord.
Les six lignes verticales y sont les cordes, de gauche à droite : E A D G B e (ou encore : Mi La Ré Sol Si et Mi 
aigu / ou : 6 5 4 3 2 1). Les barres horizontales y figurent les frettes, ici la barre du haut est double, figurant le sillet (si la barre du haut est simple, elle doit être bordée d'un numéro indiquant de quelle frette il s'agit). Certaines cordes y sont surmontées d'un 'x' ou d'un 'o'. Si une corde est surmontée d'un 'x', cela indique qu'elle ne participe pas à l'accord. Si elle est surmontée d'un '0' (ou d'un 'o'), cela indique qu'elle participe à l'accord, et qu'il faut la jouer à vide (sans y poser de doigt). Toutes les autres cordes y portent une marque placée entre deux frettes. Cette marque indique la case où il faut placer un doigt sur cette corde afin de réaliser l'accord. Il suffit pour cela que cette marque soit un point. Cependant cette marque est parfois un chiffre, et apporte une information complémentaire, dont la signification peut varier selon le propos. Ici, ce chiffre indique quel doigt de la main au manche utiliser : 1 pour l'index, 2 pour le majeur, et 3 pour l'annulaire, à placer donc tous trois en deuxième case chacun sur sa corde.
Pour la notation synthétique on trouve entre crochets une série de six symboles (chiffre ou lettre 'x'), un pour chaque corde, dans le même ordre que ci-dessus, indiquant le statut de la corde dans l'accord. Les conventions concernant le 'x' ou le '0' sont les mêmes que pour la notation schématique. En revanche, chaque chiffre désigne ici le numéro de la case où placer un doigt. Pour avoir une suggestion du doigté à utiliser, il faut se reporter au contenu entre parenthèses, où les 'x' et 'o' ne font que répéter les 'x' et '0' entre crochets, mais où 'i', 'm', et 'a' désignent respectivement l'index, le majeur et l'annulaire comme doigt à utiliser. Ce doigté n'est qu'une possibilité de réalisation, l'important étant que les cordes soient arrêtées dans la bonne case, peu importe par quel doigt (on utiliserait 'r' pour l'auriculaire).
Ainsi, pour l'exemple donné, la main au manche peut utiliser 3 doigts : on arrêtera les cordes de Ré, Sol et Si en 2e case, sous la 2e frette (avec l'index, le majeur et l'annulaire par exemple), tandis que la main à la rosace jouera ces trois cordes, mais également, à vide, les cordes de La et de Mi aiguë. On ne jouera pas la corde de Mi grave. La technique d'exécution par la main à la rosace n'est pas indiquée (il peut s'agir entre autres d'un coup de médiator, d'un pincé plaqué ou d'un rasgueado).

#### Notations alternatives
Il existe différentes formes d'écriture des accords sur internet, il est ainsi possible de trouver les notations alternatives suivantes  :

##### Le format tablature
Il s'agit de la représentation dite au format "tablature", avec des lignes représentant les cordes de l'instrument, et des chiffres indiquant l’emplacement des notes où placer ses doigts sur le manche.
```
--0--
--2--
--2--
--2--
--0--
-----
```

##### Accord en ligne
La lecture en ligne d'un accord est une forme d'écriture très répandue sur internet. Chaque chiffre (ou caractère) correspond à une corde de la guitare, le nombre situé à l'extrémité gauche correspondant à la corde Mi grave (en accordage standard).
```
A = x02220
```

Notons toutefois que cette notation est limitée aux 9 premières cases, celles dont le numéro s'écrit avec un seul chiffre. La tablature ne souffre pas d'une telle restriction. La notation schématique non plus, car on peut y indiquer le numéro de la plus grave des frettes représentées, lorsque le schéma ne part pas du sillet.

## Accords de base
i = index, m= majeur, a = annulaire, r = auriculaire, b = barré
| A : [x02220] (xoimao)                     | x o o ╒═╤═╤═╤═╤═╕ │ │ │ │ │ │ ├─┼─┼─┼─┼─┤ │ │ i m a │ ├─┼─┼─┼─┼─┤ │ │ │ │ │ │ ├─┼─┼─┼─┼─┤ │ │ │ │ │ │ ├─┼─┼─┼─┼─┤ │ │ │ │ │ │ └─┴─┴─┴─┴─┘ | Am : [x02210] (xomaio) | x o o ╒═╤═╤═╤═╤═╕ │ │ │ │ i │ ├─┼─┼─┼─┼─┤ │ │ m a │ │ ├─┼─┼─┼─┼─┤ │ │ │ │ │ │ ├─┼─┼─┼─┼─┤ │ │ │ │ │ │ ├─┼─┼─┼─┼─┤ │ │ │ │ │ │ └─┴─┴─┴─┴─┘   |
| B : [x24442] (xbaaab)                     | x ╒═╤═╤═╤═╤═╕ │ │ │ │ │ │ ├─┼─┼─┼─┼─┤ │ i=======i ├─┼─┼─┼─┼─┤ │ │ │ │ │ │ ├─┼─┼─┼─┼─┤ │ │ m a r │ ├─┼─┼─┼─┼─┤ │ │ │ │ │ │ └─┴─┴─┴─┴─┘     | Bm : [x24432] (xbarib) | x ╒═╤═╤═╤═╤═╕ │ │ │ │ │ │ ├─┼─┼─┼─┼─┤ │ i=======i ├─┼─┼─┼─┼─┤ │ │ │ │ m │ ├─┼─┼─┼─┼─┤ │ │ a r │ │ ├─┼─┼─┼─┼─┤ │ │ │ │ │ │ └─┴─┴─┴─┴─┘       |
| C : [x32010] (xamoio)                     | x o o ╒═╤═╤═╤═╤═╕ │ │ │ │ i │ ├─┼─┼─┼─┼─┤ │ │ m │ │ │ ├─┼─┼─┼─┼─┤ │ a │ │ │ │ ├─┼─┼─┼─┼─┤ │ │ │ │ │ │ ├─┼─┼─┼─┼─┤ │ │ │ │ │ │ └─┴─┴─┴─┴─┘ | Cm : [335543] (bbarib) | ╒═╤═╤═╤═╤═╕ │ │ │ │ │ │ ├─┼─┼─┼─┼─┤ │ │ │ │ │ │ ├─┼─┼─┼─┼─┤ i=========i ├─┼─┼─┼─┼─┤ │ │ │ │ m │ ├─┼─┼─┼─┼─┤ │ │ a r │ │ └─┴─┴─┴─┴─┘         |
| D : [xx0232] (xxoiam)                     | x x o ╒═╤═╤═╤═╤═╕ │ │ │ │ │ │ ├─┼─┼─┼─┼─┤ │ │ │ i │ m ├─┼─┼─┼─┼─┤ │ │ │ │ a │ ├─┼─┼─┼─┼─┤ │ │ │ │ │ │ ├─┼─┼─┼─┼─┤ │ │ │ │ │ │ └─┴─┴─┴─┴─┘ | Dm : [xx0231] (xxomai) | x x o ╒═╤═╤═╤═╤═╕ │ │ │ │ │ i ├─┼─┼─┼─┼─┤ │ │ │ m │ │ ├─┼─┼─┼─┼─┤ │ │ │ │ a │ ├─┼─┼─┼─┼─┤ │ │ │ │ │ │ ├─┼─┼─┼─┼─┤ │ │ │ │ │ │ └─┴─┴─┴─┴─┘   |
| E : [022100] (omaioo)                     | o o o ╒═╤═╤═╤═╤═╕ │ │ │ i │ │ ├─┼─┼─┼─┼─┤ │ m a │ │ │ ├─┼─┼─┼─┼─┤ │ │ │ │ │ │ ├─┼─┼─┼─┼─┤ │ │ │ │ │ │ ├─┼─┼─┼─┼─┤ │ │ │ │ │ │ └─┴─┴─┴─┴─┘ | Em : [022000] (omaooo) | o o o o ╒═╤═╤═╤═╤═╕ │ │ │ │ │ │ ├─┼─┼─┼─┼─┤ │ i m │ │ │ ├─┼─┼─┼─┼─┤ │ │ │ │ │ │ ├─┼─┼─┼─┼─┤ │ │ │ │ │ │ ├─┼─┼─┼─┼─┤ │ │ │ │ │ │ └─┴─┴─┴─┴─┘ |
| F : [133211] (barmbb)                     | ╒═╤═╤═╤═╤═╕ i=========i ├─┼─┼─┼─┼─┤ │ │ │ m │ │ ├─┼─┼─┼─┼─┤ │ a r │ │ │ ├─┼─┼─┼─┼─┤ │ │ │ │ │ │ ├─┼─┼─┼─┼─┤ │ │ │ │ │ │ └─┴─┴─┴─┴─┘       | Fm : [133111] (barbbb) | ╒═╤═╤═╤═╤═╕ i=========i ├─┼─┼─┼─┼─┤ │ │ │ │ │ │ ├─┼─┼─┼─┼─┤ │ a r │ │ │ ├─┼─┼─┼─┼─┤ │ │ │ │ │ │ ├─┼─┼─┼─┼─┤ │ │ │ │ │ │ └─┴─┴─┴─┴─┘         |
| G : [320003] (amooor) alternatif (mioooa) | o o o ╒═╤═╤═╤═╤═╕ │ │ │ │ │ │ ├─┼─┼─┼─┼─┤ │ m │ │ │ │ ├─┼─┼─┼─┼─┤ a │ │ │ │ r ├─┼─┼─┼─┼─┤ │ │ │ │ │ │ ├─┼─┼─┼─┼─┤ │ │ │ │ │ │ └─┴─┴─┴─┴─┘ | Gm : [355333] (barbbb) | ╒═╤═╤═╤═╤═╕ │ │ │ │ │ │ ├─┼─┼─┼─┼─┤ │ │ │ │ │ │ ├─┼─┼─┼─┼─┤ i=========i ├─┼─┼─┼─┼─┤ │ │ │ │ │ │ ├─┼─┼─┼─┼─┤ │ a r │ │ │ └─┴─┴─┴─┴─┘         |

### Transposition
Le principe de la transposition est que si on incrémente de 1 toutes les cases pincées, on retombe sur l'accord 1/2 ton au-dessus
Exemple : 002220 +1 ⇒ 113331, ce qui revient à passer de A à B♭ (ou A♯).
Sur ce principe, deux accords sont à connaître absolument : E et A. En effet, leur transposition permet de jouer n'importe quelle autre note. Lorsqu'on transpose ces accords, il faut mettre l'index en barré, c’est-à-dire le poser à plat sur toutes les cordes d'une même case. (Note : comme l'index est déjà utilisé pour l'accord de base (A ou E), il faut décaler les doigts : l'index vient en barré, le majeur prend la place de l'index, l'annulaire prend la place du majeur et l'auriculaire vient prendre la place de l'annulaire.
Transposition en base E
| E : [022100] (omaioo)            | o o o ╒═╤═╤═╤═╤═╕ │ │ │ 1 │ │ ├─┼─┼─┼─┼─┤ │ 2 3 │ │ │ ├─┼─┼─┼─┼─┤ │ │ │ │ │ │ ├─┼─┼─┼─┼─┤ │ │ │ │ │ │ ├─┼─┼─┼─┼─┤ │ │ │ │ │ │ └─┴─┴─┴─┴─┘ | Em : [022000] (omaooo)            | o o o o ╒═╤═╤═╤═╤═╕ │ │ │ │ │ │ ├─┼─┼─┼─┼─┤ │ 1 2 │ │ │ ├─┼─┼─┼─┼─┤ │ │ │ │ │ │ ├─┼─┼─┼─┼─┤ │ │ │ │ │ │ ├─┼─┼─┼─┼─┤ │ │ │ │ │ │ └─┴─┴─┴─┴─┘ |
| F : [133211]                     | ╒═╤═╤═╤═╤═╕ 1=========1 ├─┼─┼─┼─┼─┤ │ │ │ 2 │ │ ├─┼─┼─┼─┼─┤ │ 3 4 │ │ │ ├─┼─┼─┼─┼─┤ │ │ │ │ │ │ ├─┼─┼─┼─┼─┤ │ │ │ │ │ │ └─┴─┴─┴─┴─┘       | Fm : [133111]                     | ╒═╤═╤═╤═╤═╕ 1=========1 ├─┼─┼─┼─┼─┤ │ │ │ │ │ │ ├─┼─┼─┼─┼─┤ │ 3 4 │ │ │ ├─┼─┼─┼─┼─┤ │ │ │ │ │ │ ├─┼─┼─┼─┼─┤ │ │ │ │ │ │ └─┴─┴─┴─┴─┘         |
| G : [355433] (baribb)            | ╒═╤═╤═╤═╤═╕ │ │ │ │ │ │ ├─┼─┼─┼─┼─┤ │ │ │ │ │ │ ├─┼─┼─┼─┼─┤ 1=========1 ├─┼─┼─┼─┼─┤ │ │ │ 2 │ │ ├─┼─┼─┼─┼─┤ │ 3 4 │ │ │ └─┴─┴─┴─┴─┘       | Gm : [355333] (barbbb)            | ╒═╤═╤═╤═╤═╕ │ │ │ │ │ │ ├─┼─┼─┼─┼─┤ │ │ │ │ │ │ ├─┼─┼─┼─┼─┤ 1=========1 ├─┼─┼─┼─┼─┤ │ │ │ │ │ │ ├─┼─┼─┼─┼─┤ │ 3 4 │ │ │ └─┴─┴─┴─┴─┘         |
| A : [577655] (baribb)            | ┌─┬─┬─┬─┬─┐ 5 1=========1 ├─┼─┼─┼─┼─┤ │ │ │ 2 │ │ ├─┼─┼─┼─┼─┤ │ 3 4 │ │ │ ├─┼─┼─┼─┼─┤ │ │ │ │ │ │ ├─┼─┼─┼─┼─┤ │ │ │ │ │ │ └─┴─┴─┴─┴─┘     | Am : [577555] (barbbb)            | ┌─┬─┬─┬─┬─┐ 5 1=========1 ├─┼─┼─┼─┼─┤ │ │ │ │ │ │ ├─┼─┼─┼─┼─┤ │ 3 4 │ │ │ ├─┼─┼─┼─┼─┤ │ │ │ │ │ │ ├─┼─┼─┼─┼─┤ │ │ │ │ │ │ └─┴─┴─┴─┴─┘       |
| B : [799877] (baribb)            | ┌─┬─┬─┬─┬─┐ 7 1=========1 ├─┼─┼─┼─┼─┤ │ │ │ 2 │ │ ├─┼─┼─┼─┼─┤ │ 3 4 │ │ │ ├─┼─┼─┼─┼─┤ │ │ │ │ │ │ ├─┼─┼─┼─┼─┤ │ │ │ │ │ │ └─┴─┴─┴─┴─┘     | Bm : [799777] (barbbb)            | ┌─┬─┬─┬─┬─┐ 7 1=========1 ├─┼─┼─┼─┼─┤ │ │ │ │ │ │ ├─┼─┼─┼─┼─┤ │ 3 4 │ │ │ ├─┼─┼─┼─┼─┤ │ │ │ │ │ │ ├─┼─┼─┼─┼─┤ │ │ │ │ │ │ └─┴─┴─┴─┴─┘       |
| C : [8'10'10'9'8'8] (baribb)     | ┌─┬─┬─┬─┬─┐ 8 1=========1 ├─┼─┼─┼─┼─┤ │ │ │ 2 │ │ ├─┼─┼─┼─┼─┤ │ 3 4 │ │ │ ├─┼─┼─┼─┼─┤ │ │ │ │ │ │ ├─┼─┼─┼─┼─┤ │ │ │ │ │ │ └─┴─┴─┴─┴─┘     | Cm : [8'10'10'8'8'8] (barbbb)     | ┌─┬─┬─┬─┬─┐ 8 1=========1 ├─┼─┼─┼─┼─┤ │ │ │ │ │ │ ├─┼─┼─┼─┼─┤ │ 3 4 │ │ │ ├─┼─┼─┼─┼─┤ │ │ │ │ │ │ ├─┼─┼─┼─┼─┤ │ │ │ │ │ │ └─┴─┴─┴─┴─┘       |
| D : [10'12'12'11'10'10] (baribb) | ┌─┬─┬─┬─┬─┐ 10 1=========1 ├─┼─┼─┼─┼─┤ │ │ │ 2 │ │ ├─┼─┼─┼─┼─┤ │ 3 4 │ │ │ ├─┼─┼─┼─┼─┤ │ │ │ │ │ │ ├─┼─┼─┼─┼─┤ │ │ │ │ │ │ └─┴─┴─┴─┴─┘    | Dm : [10'12'12'10'10'10] (barbbb) | ┌─┬─┬─┬─┬─┐ 10 1=========1 ├─┼─┼─┼─┼─┤ │ │ │ │ │ │ ├─┼─┼─┼─┼─┤ │ 3 4 │ │ │ ├─┼─┼─┼─┼─┤ │ │ │ │ │ │ ├─┼─┼─┼─┼─┤ │ │ │ │ │ │ └─┴─┴─┴─┴─┘      |

transposition en base A
| A : [x02220] (ooimao)           | x o o ╒═╤═╤═╤═╤═╕ │ │ │ │ │ │ ├─┼─┼─┼─┼─┤ │ │ 1 2 3 │ ├─┼─┼─┼─┼─┤ │ │ │ │ │ │ ├─┼─┼─┼─┼─┤ │ │ │ │ │ │ ├─┼─┼─┼─┼─┤ │ │ │ │ │ │ └─┴─┴─┴─┴─┘ | Am : [002210] (oomaio)            | o o o ╒═╤═╤═╤═╤═╕ │ │ │ │ 1 │ ├─┼─┼─┼─┼─┤ │ │ 2 3 │ │ ├─┼─┼─┼─┼─┤ │ │ │ │ │ │ ├─┼─┼─┼─┼─┤ │ │ │ │ │ │ ├─┼─┼─┼─┼─┤ │ │ │ │ │ │ └─┴─┴─┴─┴─┘ |
| B : [x24442] (bbaaab)           | x ╒═╤═╤═╤═╤═╕ │ │ │ │ │ │ ├─┼─┼─┼─┼─┤ │ 1=======1 ├─┼─┼─┼─┼─┤ │ │ │ │ │ │ ├─┼─┼─┼─┼─┤ │ │ 2 3 4 │ ├─┼─┼─┼─┼─┤ │ │ │ │ │ │ └─┴─┴─┴─┴─┘     | Bm : [224432] (bbarib)            | ╒═╤═╤═╤═╤═╕ │ │ │ │ │ │ ├─┼─┼─┼─┼─┤ 1=========1 ├─┼─┼─┼─┼─┤ │ │ │ │ 2 │ ├─┼─┼─┼─┼─┤ │ │ 3 4 │ │ ├─┼─┼─┼─┼─┤ │ │ │ │ │ │ └─┴─┴─┴─┴─┘       |
| C : [x35553] (bbaaab)           | x ╒═╤═╤═╤═╤═╕ │ │ │ │ │ │ ├─┼─┼─┼─┼─┤ │ │ │ │ │ │ ├─┼─┼─┼─┼─┤ │ 1=======1 ├─┼─┼─┼─┼─┤ │ │ │ │ │ │ ├─┼─┼─┼─┼─┤ │ │ 2 3 4 │ └─┴─┴─┴─┴─┘     | Cm : [335543] (bbarib)            | ╒═╤═╤═╤═╤═╕ │ │ │ │ │ │ ├─┼─┼─┼─┼─┤ │ │ │ │ │ │ ├─┼─┼─┼─┼─┤ 1=========1 ├─┼─┼─┼─┼─┤ │ │ │ │ 2 │ ├─┼─┼─┼─┼─┤ │ │ 3 4 │ │ └─┴─┴─┴─┴─┘       |
| D : [x57775] (bbaaab)           | x ┌─┬─┬─┬─┬─┐ 5 │ 1=======1 ├─┼─┼─┼─┼─┤ │ │ │ │ │ │ ├─┼─┼─┼─┼─┤ │ │ 2 3 4 │ ├─┼─┼─┼─┼─┤ │ │ │ │ │ │ ├─┼─┼─┼─┼─┤ │ │ │ │ │ │ └─┴─┴─┴─┴─┘   | Dm : [557765] (bbarib)            | ┌─┬─┬─┬─┬─┐ 5 1=========1 ├─┼─┼─┼─┼─┤ │ │ │ │ 2 │ ├─┼─┼─┼─┼─┤ │ │ 3 4 │ │ ├─┼─┼─┼─┼─┤ │ │ │ │ │ │ ├─┼─┼─┼─┼─┤ │ │ │ │ │ │ └─┴─┴─┴─┴─┘     |
| E : [x79997] (bbaaab)           | x ┌─┬─┬─┬─┬─┐ 7 │ 1=======1 ├─┼─┼─┼─┼─┤ │ │ │ │ │ │ ├─┼─┼─┼─┼─┤ │ │ 2 3 4 │ ├─┼─┼─┼─┼─┤ │ │ │ │ │ │ ├─┼─┼─┼─┼─┤ │ │ │ │ │ │ └─┴─┴─┴─┴─┘   | Em : [779987] (bbarib)            | ┌─┬─┬─┬─┬─┐ 7 1=========1 ├─┼─┼─┼─┼─┤ │ │ │ │ 2 │ ├─┼─┼─┼─┼─┤ │ │ 3 4 │ │ ├─┼─┼─┼─┼─┤ │ │ │ │ │ │ ├─┼─┼─┼─┼─┤ │ │ │ │ │ │ └─┴─┴─┴─┴─┘     |
| F : [x'8'10'10'10'8] (bbaaab)   | x ┌─┬─┬─┬─┬─┐ 8 │ 1=======1 ├─┼─┼─┼─┼─┤ │ │ │ │ │ │ ├─┼─┼─┼─┼─┤ │ │ 2 3 4 │ ├─┼─┼─┼─┼─┤ │ │ │ │ │ │ ├─┼─┼─┼─┼─┤ │ │ │ │ │ │ └─┴─┴─┴─┴─┘   | Fm : [8'8'10'10'9'8] (bbarib)     | ┌─┬─┬─┬─┬─┐ 8 1=========1 ├─┼─┼─┼─┼─┤ │ │ │ │ 2 │ ├─┼─┼─┼─┼─┤ │ │ 3 4 │ │ ├─┼─┼─┼─┼─┤ │ │ │ │ │ │ ├─┼─┼─┼─┼─┤ │ │ │ │ │ │ └─┴─┴─┴─┴─┘     |
| G : [x'10'12'12'12'10] (bbaaab) | x ┌─┬─┬─┬─┬─┐ 10 │ 1=======1 ├─┼─┼─┼─┼─┤ │ │ │ │ │ │ ├─┼─┼─┼─┼─┤ │ │ 2 3 4 │ ├─┼─┼─┼─┼─┤ │ │ │ │ │ │ ├─┼─┼─┼─┼─┤ │ │ │ │ │ │ └─┴─┴─┴─┴─┘  | Gm : [10'10'12'12'11'10] (bbarib) | ┌─┬─┬─┬─┬─┐ 10 1=========1 ├─┼─┼─┼─┼─┤ │ │ │ │ 2 │ ├─┼─┼─┼─┼─┤ │ │ 3 4 │ │ ├─┼─┼─┼─┼─┤ │ │ │ │ │ │ ├─┼─┼─┼─┼─┤ │ │ │ │ │ │ └─┴─┴─┴─┴─┘    |

(N.B. Pour les majeurs on peut utiliser 'mar' pour pincer les trois cordes qui n'appartiennent pas au barré, mais on utilisera plus couramment un mini-barré fait avec la dernière phalange de l'annulaire)

### Types d'accords de base (A et E)
Voici les types d'accords de base, pour retrouver les autres accords (B, C, D, F, G) il suffit de faire des transpositions.
Accord de trois notes
Accord parfait majeur ()
| A : [x02220] | x o o ╒═╤═╤═╤═╤═╕ │ │ │ │ │ │ ├─┼─┼─┼─┼─┤ │ │ 1 2 3 │ ├─┼─┼─┼─┼─┤ │ │ │ │ │ │ ├─┼─┼─┼─┼─┤ │ │ │ │ │ │ ├─┼─┼─┼─┼─┤ │ │ │ │ │ │ └─┴─┴─┴─┴─┘ | A/E : [002220] | o o o ╒═╤═╤═╤═╤═╕ │ │ │ │ │ │ ├─┼─┼─┼─┼─┤ │ │ 1 2 3 │ ├─┼─┼─┼─┼─┤ │ │ │ │ │ │ ├─┼─┼─┼─┼─┤ │ │ │ │ │ │ ├─┼─┼─┼─┼─┤ │ │ │ │ │ │ └─┴─┴─┴─┴─┘ |
| E : [022100] | o o o ╒═╤═╤═╤═╤═╕ │ │ │ 1 │ │ ├─┼─┼─┼─┼─┤ │ 2 3 │ │ │ ├─┼─┼─┼─┼─┤ │ │ │ │ │ │ ├─┼─┼─┼─┼─┤ │ │ │ │ │ │ ├─┼─┼─┼─┼─┤ │ │ │ │ │ │ └─┴─┴─┴─┴─┘ |                | |

Accord parfait mineur (m)
| Am : [x02210] | x o o ╒═╤═╤═╤═╤═╕ │ │ │ │ 1 │ ├─┼─┼─┼─┼─┤ │ │ 2 3 │ │ ├─┼─┼─┼─┼─┤ │ │ │ │ │ │ ├─┼─┼─┼─┼─┤ │ │ │ │ │ │ ├─┼─┼─┼─┼─┤ │ │ │ │ │ │ └─┴─┴─┴─┴─┘   | Am/E : [002210] | o o o ╒═╤═╤═╤═╤═╕ │ │ │ │ 1 │ ├─┼─┼─┼─┼─┤ │ │ 2 3 │ │ ├─┼─┼─┼─┼─┤ │ │ │ │ │ │ ├─┼─┼─┼─┼─┤ │ │ │ │ │ │ ├─┼─┼─┼─┼─┤ │ │ │ │ │ │ └─┴─┴─┴─┴─┘ |
| Em : [022000] | o o o o ╒═╤═╤═╤═╤═╕ │ │ │ │ │ │ ├─┼─┼─┼─┼─┤ │ 1 2 │ │ │ ├─┼─┼─┼─┼─┤ │ │ │ │ │ │ ├─┼─┼─┼─┼─┤ │ │ │ │ │ │ ├─┼─┼─┼─┼─┤ │ │ │ │ │ │ └─┴─┴─┴─┴─┘ |                 | |

Accord de quatre notes
Accord de septième de dominante(7)
| A7 : [x02020] | x o o o ╒═╤═╤═╤═╤═╕ │ │ │ │ │ │ ├─┼─┼─┼─┼─┤ │ │ 1 │ 2 │ ├─┼─┼─┼─┼─┤ │ │ │ │ │ │ ├─┼─┼─┼─┼─┤ │ │ │ │ │ │ ├─┼─┼─┼─┼─┤ │ │ │ │ │ │ └─┴─┴─┴─┴─┘ | A7/E : [002020] | o o o o ╒═╤═╤═╤═╤═╕ │ │ │ │ │ │ ├─┼─┼─┼─┼─┤ │ │ 1 │ 2 │ ├─┼─┼─┼─┼─┤ │ │ │ │ │ │ ├─┼─┼─┼─┼─┤ │ │ │ │ │ │ ├─┼─┼─┼─┼─┤ │ │ │ │ │ │ └─┴─┴─┴─┴─┘ |
| E7 : [020100] | o o o o ╒═╤═╤═╤═╤═╕ │ │ │ 1 │ │ ├─┼─┼─┼─┼─┤ │ 2 │ │ │ │ ├─┼─┼─┼─┼─┤ │ │ │ │ │ │ ├─┼─┼─┼─┼─┤ │ │ │ │ │ │ ├─┼─┼─┼─┼─┤ │ │ │ │ │ │ └─┴─┴─┴─┴─┘ |                 | |

Accord de septième mineure(m7)
| Am7 : [x02010] | x o o o ╒═╤═╤═╤═╤═╕ │ │ │ │ 1 │ ├─┼─┼─┼─┼─┤ │ │ 2 │ │ │ ├─┼─┼─┼─┼─┤ │ │ │ │ │ │ ├─┼─┼─┼─┼─┤ │ │ │ │ │ │ ├─┼─┼─┼─┼─┤ │ │ │ │ │ │ └─┴─┴─┴─┴─┘   | Am7/E : [002010] | o o o o ╒═╤═╤═╤═╤═╕ │ │ │ │ 1 │ ├─┼─┼─┼─┼─┤ │ │ 2 │ │ │ ├─┼─┼─┼─┼─┤ │ │ │ │ │ │ ├─┼─┼─┼─┼─┤ │ │ │ │ │ │ ├─┼─┼─┼─┼─┤ │ │ │ │ │ │ └─┴─┴─┴─┴─┘ |
| Em7 : [020000] | o o o o o ╒═╤═╤═╤═╤═╕ │ │ │ │ │ │ ├─┼─┼─┼─┼─┤ │ 1 │ │ │ │ ├─┼─┼─┼─┼─┤ │ │ │ │ │ │ ├─┼─┼─┼─┼─┤ │ │ │ │ │ │ ├─┼─┼─┼─┼─┤ │ │ │ │ │ │ └─┴─┴─┴─┴─┘ |                  | |

### Terminologie
Il est possible de dériver les accords de base. Les accords obtenus sont alors écrits en fonction de la modification.
- aug : L'accord augmenté s'obtient en remplaçant la quinte par une quinte augmentée, c'est-à-dire un demi-ton au-dessus.
- sus : E7sus4 est l'accord obtenu en remplaçant la tierce majeure par une quarte dans un accord de septième de dominante E7 ; il s'obtient facilement par la tablature [000200].

```
o o o   o o    
╒═╤═╤═╤═╤═╕    
│ │ │ │ │ │    
├─┼─┼─┼─┼─┤    
│ │ │ 1 │ │    
├─┼─┼─┼─┼─┤    
│ │ │ │ │ │    
├─┼─┼─┼─┼─┤    
│ │ │ │ │ │    
├─┼─┼─┼─┼─┤    
│ │ │ │ │ │    
└─┴─┴─┴─┴─┘    
```

- dim : L'accord diminué s'obtient en remplaçant la quinte par une quinte diminuée (un demi-ton en dessous), en diminuant la septième et en faisant une tierce mineure. Par exemple la quinte de C étant G, on réalise un Cdim avec ces notes : C (fondamentale), Gb (quinte diminuée), A (septième diminuée ou sixte) et Eb (tierce mineure) ; il s'obtient grâce à la tablature [x3424x]

```
x         x    
╒═╤═╤═╤═╤═╕    
│ │ │ │ │ │    
├─┼─┼─┼─┼─┤    
│ │ │ 1 │ │    
├─┼─┼─┼─┼─┤    
│ 2 │ │ │ │    
├─┼─┼─┼─┼─┤    
│ │ 3 │ 4 │    
├─┼─┼─┼─┼─┤    
│ │ │ │ │ │    
└─┴─┴─┴─┴─┘   
```

- X/Y : C'est l'accord X joué avec la note Y en tant que basse. Par exemple, Am/G s'obtient grâce à la tablature [3x2210]

```
  x       o
╒═╤═╤═╤═╤═╕    
│ │ │ │ 1 │    
├─┼─┼─┼─┼─┤    
│ │ 2 3 │ │    
├─┼─┼─┼─┼─┤    
4 │ │ │ │ │    
├─┼─┼─┼─┼─┤    
│ │ │ │ │ │   
├─┼─┼─┼─┼─┤    
│ │ │ │ │ │    
└─┴─┴─┴─┴─┘
```

## Liste des accords

### C
Accords de DO
| C     | [X 3 2 0 1 0] | Do majeur                       | x o o ╒═╤═╤═╤═╤═╕ │ │ │ │ 1 │ ├─┼─┼─┼─┼─┤ │ │ 2 │ │ │ ├─┼─┼─┼─┼─┤ │ 3 │ │ │ │ ├─┼─┼─┼─┼─┤ │ │ │ │ │ │ ├─┼─┼─┼─┼─┤ │ │ │ │ │ │ └─┴─┴─┴─┴─┘       |
| C     | [X 3 5 5 5 3] | Do majeur                       | x ╒═╤═╤═╤═╤═╕ │ │ │ │ │ │ ├─┼─┼─┼─┼─┤ │ │ │ │ │ │ ├─┼─┼─┼─┼─┤ │ 1=======1 ├─┼─┼─┼─┼─┤ │ │ │ │ │ │ ├─┼─┼─┼─┼─┤ │ │ 2 3 4 │ └─┴─┴─┴─┴─┘           |
| CM9/b | [X 2 0 0 1 x] |                                 | x o o 0 ╒═╤═╤═╤═╤═╕ │ │ │ │ 1 │ ├─┼─┼─┼─┼─┤ │ 3 │ │ │ │ ├─┼─┼─┼─┼─┤ │ │ │ │ │ │ ├─┼─┼─┼─┼─┤ │ │ │ │ │ │ ├─┼─┼─┼─┼─┤ │ │ │ │ │ │ └─┴─┴─┴─┴─┘     |
| Cm    | [X 3 5 5 4 3] | Do mineur                       | x ╒═╤═╤═╤═╤═╕ │ │ │ │ │ │ ├─┼─┼─┼─┼─┤ │ │ │ │ │ │ ├─┼─┼─┼─┼─┤ │ 1=======1 ├─┼─┼─┼─┼─┤ │ │ │ │ 2 │ ├─┼─┼─┼─┼─┤ │ │ 3 4 │ │ └─┴─┴─┴─┴─┘           |
| Cm    | [X 3 5 0 4 3] | Do mineur                       | x o ╒═╤═╤═╤═╤═╕ │ │ │ │ │ │ ├─┼─┼─┼─┼─┤ │ \| \| \| \| \| ├─┼─┼─┼─┼─┤ │ 1 │ │ \| 2 ├─┼─┼─┼─┼─┤ │ │ \| \| 3 │ ├─┼─┼─┼─┼─┤ │ │ 4 │ │ │ └─┴─┴─┴─┴─┘ |
| C7    | [X 3 5 3 5 3] | Do majeur septième de dominante | x ╒═╤═╤═╤═╤═╕ │ │ │ │ │ │ ├─┼─┼─┼─┼─┤ │ │ │ │ │ │ ├─┼─┼─┼─┼─┤ │ 1=======1 ├─┼─┼─┼─┼─┤ │ │ │ │ │ │ ├─┼─┼─┼─┼─┤ │ │ 3 │ 4 │ └─┴─┴─┴─┴─┘           |
| Cm7   | [X 3 5 3 4 3] | Do mineur septième              | x ╒═╤═╤═╤═╤═╕ │ │ │ │ │ │ ├─┼─┼─┼─┼─┤ │ │ │ │ │ │ ├─┼─┼─┼─┼─┤ │ 1=======1 ├─┼─┼─┼─┼─┤ │ │ │ │ 2 │ ├─┼─┼─┼─┼─┤ │ │ 3 │ │ │ └─┴─┴─┴─┴─┘           |
| CM7   | [X 3 5 4 5 X] | Do majeur septième (Do delta)   | x x ╒═╤═╤═╤═╤═╕ │ │ │ │ │ │ ├─┼─┼─┼─┼─┤ │ │ │ │ │ │ ├─┼─┼─┼─┼─┤ │ 1 │ │ │ │ ├─┼─┼─┼─┼─┤ │ │ │ 2 │ │ ├─┼─┼─┼─┼─┤ │ │ 3 │ 4 │ └─┴─┴─┴─┴─┘         |
| Cdim  | [X 3 4 2 4 X] | Do diminué                      | x x ╒═╤═╤═╤═╤═╕ │ │ │ │ │ │ ├─┼─┼─┼─┼─┤ │ │ │ 1 │ │ ├─┼─┼─┼─┼─┤ │ 2 │ │ │ │ ├─┼─┼─┼─┼─┤ │ │ 3 │ 4 │ ├─┼─┼─┼─┼─┤ │ │ │ │ │ │ └─┴─┴─┴─┴─┘         |
| C6    | [X 3 2 2 1 0] | Do sixte                        | x o ╒═╤═╤═╤═╤═╕ │ │ │ │ 1 │ ├─┼─┼─┼─┼─┤ │ │ 3 2 │ │ ├─┼─┼─┼─┼─┤ │ 4 │ │ │ │ ├─┼─┼─┼─┼─┤ │ │ │ │ │ │ ├─┼─┼─┼─┼─┤ │ │ │ │ │ │ └─┴─┴─┴─┴─┘         |

### D
Accords de RÉ (D)
| D   | [X X 0 2 3 2]   | Ré majeur                       | x x o ╒═╤═╤═╤═╤═╕ │ │ │ │ │ │ ├─┼─┼─┼─┼─┤ │ │ │ 1 │ 2 ├─┼─┼─┼─┼─┤ │ │ │ │ 3 │ ├─┼─┼─┼─┼─┤ │ │ │ │ │ │ ├─┼─┼─┼─┼─┤ │ │ │ │ │ │ └─┴─┴─┴─┴─┘ |
| Dm  | [X X 0 2 3 1]   | Ré mineur                       | x x o ╒═╤═╤═╤═╤═╕ │ │ │ │ │ 1 ├─┼─┼─┼─┼─┤ │ │ │ 2 │ │ ├─┼─┼─┼─┼─┤ │ │ │ │ 3 │ ├─┼─┼─┼─┼─┤ │ │ │ │ │ │ ├─┼─┼─┼─┼─┤ │ │ │ │ │ │ └─┴─┴─┴─┴─┘ |
| D7  | [X X 0 2 1 2]   | Ré majeur septième de dominante | x x o ╒═╤═╤═╤═╤═╕ │ │ │ │ 1 │ ├─┼─┼─┼─┼─┤ │ │ │ 2 │ 3 ├─┼─┼─┼─┼─┤ │ │ │ │ │ │ ├─┼─┼─┼─┼─┤ │ │ │ │ │ │ ├─┼─┼─┼─┼─┤ │ │ │ │ │ │ └─┴─┴─┴─┴─┘ |
| Dm7 | [ X X 0 2 1 1 ] | Ré mineur septième              | x x o ╒═╤═╤═╤═╤═╕ │ │ │ │ 2 1 ├─┼─┼─┼─┼─┤ │ │ │ 3 │ │ ├─┼─┼─┼─┼─┤ │ │ │ │ │ │ ├─┼─┼─┼─┼─┤ │ │ │ │ │ │ ├─┼─┼─┼─┼─┤ │ │ │ │ │ │ └─┴─┴─┴─┴─┘ |
| DM7 | [X 5 7 6 7 X]   | Ré majeur septième (Ré delta)   | x x ┌─┬─┬─┬─┬─┐ 5 │ 1 │ │ │ │ ├─┼─┼─┼─┼─┤ │ │ │ 2 │ │ ├─┼─┼─┼─┼─┤ │ │ 3 │ 4 │ ├─┼─┼─┼─┼─┤ │ │ │ │ │ │ ├─┼─┼─┼─┼─┤ │ │ │ │ │ │ └─┴─┴─┴─┴─┘ |

### E
Accords de MI
| E   | [0 2 2 1 0 0]  | Mi majeur                       | o o o ╒═╤═╤═╤═╤═╕ │ │ │ 1 │ │ ├─┼─┼─┼─┼─┤ │ 2 3 │ │ │ ├─┼─┼─┼─┼─┤ │ │ │ │ │ │ ├─┼─┼─┼─┼─┤ │ │ │ │ │ │ ├─┼─┼─┼─┼─┤ │ │ │ │ │ │ └─┴─┴─┴─┴─┘   |               | |
| Em  | [0 2 2 0 0 0]  | Mi mineur                       | o o o o ╒═╤═╤═╤═╤═╕ │ │ │ │ │ │ ├─┼─┼─┼─┼─┤ │ 1 2 │ │ │ ├─┼─┼─┼─┼─┤ │ │ │ │ │ │ ├─┼─┼─┼─┼─┤ │ │ │ │ │ │ ├─┼─┼─┼─┼─┤ │ │ │ │ │ │ └─┴─┴─┴─┴─┘ |               | |
| E7  | [0 2 0 1 3 0]  | Mi majeur septième de dominante | o o o ╒═╤═╤═╤═╤═╕ │ │ │ 1 │ │ ├─┼─┼─┼─┼─┤ │ 2 │ │ │ │ ├─┼─┼─┼─┼─┤ │ │ │ │ 3 │ ├─┼─┼─┼─┼─┤ │ │ │ │ │ │ ├─┼─┼─┼─┼─┤ │ │ │ │ │ │ └─┴─┴─┴─┴─┘   | [0 2 X 1 3 0] | o x o ╒═╤═╤═╤═╤═╕ │ │ │ 1 │ │ ├─┼─┼─┼─┼─┤ │ 2 │ │ │ │ ├─┼─┼─┼─┼─┤ │ │ │ │ 3 │ ├─┼─┼─┼─┼─┤ │ │ │ │ │ │ ├─┼─┼─┼─┼─┤ │ │ │ │ │ │ └─┴─┴─┴─┴─┘ |
| Em7 | [0 2 0 0 3 0]  | Mi mineur septième              | o o o o ╒═╤═╤═╤═╤═╕ │ │ │ │ │ │ ├─┼─┼─┼─┼─┤ │ 1 │ │ │ │ ├─┼─┼─┼─┼─┤ │ │ │ │ 3 │ ├─┼─┼─┼─┼─┤ │ │ │ │ │ │ ├─┼─┼─┼─┼─┤ │ │ │ │ │ │ └─┴─┴─┴─┴─┘ |               | |
| EM7 | [ X 7 9 8 9 X] | Mi majeur septième (Mi delta)   | x x ┌─┬─┬─┬─┬─┐ 7 │ 1 │ │ │ │ ├─┼─┼─┼─┼─┤ │ │ │ 2 │ │ ├─┼─┼─┼─┼─┤ │ │ 3 │ 4 │ ├─┼─┼─┼─┼─┤ │ │ │ │ │ │ ├─┼─┼─┼─┼─┤ │ │ │ │ │ │ └─┴─┴─┴─┴─┘   |               | |

### G
Accords de SOL
| G   | [3 2 0 0 0 3] | Sol majeur                       | o o o ╒═╤═╤═╤═╤═╕ │ │ │ │ │ │ ├─┼─┼─┼─┼─┤ │ 1 │ │ │ │ ├─┼─┼─┼─┼─┤ 2 │ │ │ │ 4 ├─┼─┼─┼─┼─┤ │ │ │ │ │ │ ├─┼─┼─┼─┼─┤ │ │ │ │ │ │ └─┴─┴─┴─┴─┘ | ╒═╤═╤═╤═╤═╕ │ │ │ │ │ │ ├─┼─┼─┼─┼─┤ │ │ │ │ │ │ ├─┼─┼─┼─┼─┤ 1=========1 ├─┼─┼─┼─┼─┤ │ │ │ 2 │ │ ├─┼─┼─┼─┼─┤ │ 3 4 │ │ │ └─┴─┴─┴─┴─┘ |
| Gm  | [3 5 5 3 3 3] | Sol mineur                       | ╒═╤═╤═╤═╤═╕ │ │ │ │ │ │ ├─┼─┼─┼─┼─┤ │ │ │ │ │ │ ├─┼─┼─┼─┼─┤ 1=========1 ├─┼─┼─┼─┼─┤ │ │ │ │ │ │ ├─┼─┼─┼─┼─┤ │ 3 4 │ │ │ └─┴─┴─┴─┴─┘       | |
| G7  | [3 2 0 0 0 1] | Sol majeur septième de dominante | o o o ╒═╤═╤═╤═╤═╕ │ │ │ │ │ 1 ├─┼─┼─┼─┼─┤ │ 3 │ │ │ │ ├─┼─┼─┼─┼─┤ 4 │ │ │ │ │ ├─┼─┼─┼─┼─┤ │ │ │ │ │ │ ├─┼─┼─┼─┼─┤ │ │ │ │ │ │ └─┴─┴─┴─┴─┘ | ╒═╤═╤═╤═╤═╕ │ │ │ │ │ │ ├─┼─┼─┼─┼─┤ │ │ │ │ │ │ ├─┼─┼─┼─┼─┤ 1=========1 ├─┼─┼─┼─┼─┤ │ │ │ 2 │ │ ├─┼─┼─┼─┼─┤ │ 3 │ │ │ │ └─┴─┴─┴─┴─┘ |
| Gm7 | [3 5 3 3 3 3] | Sol mineur septième              | ╒═╤═╤═╤═╤═╕ │ │ │ │ │ │ ├─┼─┼─┼─┼─┤ │ │ │ │ │ │ ├─┼─┼─┼─┼─┤ 1=========1 ├─┼─┼─┼─┼─┤ │ │ │ │ │ │ ├─┼─┼─┼─┼─┤ │ 3 │ │ │ │ └─┴─┴─┴─┴─┘       | |
| GM7 | [X X 5 4 3 2] | Sol majeur septième (sol delta)  | x x ╒═╤═╤═╤═╤═╕ │ │ │ │ │ │ ├─┼─┼─┼─┼─┤ │ │ │ │ │ 1 ├─┼─┼─┼─┼─┤ │ │ │ │ 2 │ ├─┼─┼─┼─┼─┤ │ │ │ 3 │ │ ├─┼─┼─┼─┼─┤ │ │ 4 │ │ │ └─┴─┴─┴─┴─┘   | ╒═╤═╤═╤═╤═╕ │ │ │ │ │ │ ├─┼─┼─┼─┼─┤ │ │ │ │ │ │ ├─┼─┼─┼─┼─┤ 1=========1 ├─┼─┼─┼─┼─┤ │ │ 2 3 │ │ ├─┼─┼─┼─┼─┤ │ 4 │ │ │ │ └─┴─┴─┴─┴─┘ |

### A
Accords de LA
| A ou Amaj             | [0 0 2 2 2 0]  | (C# E A)      | triade majeure                                            | x o o ╒═╤═╤═╤═╤═╕ │ │ │ │ │ │ ├─┼─┼─┼─┼─┤ │ │ 1 2 3 │ ├─┼─┼─┼─┼─┤ │ │ │ │ │ │ ├─┼─┼─┼─┼─┤ │ │ │ │ │ │ ├─┼─┼─┼─┼─┤ │ │ │ │ │ │ └─┴─┴─┴─┴─┘       |
| A ou Amaj             | [0 4 x 2 5 0]  | (C# E A)      | triade majeure                                            | o x o ╒═╤═╤═╤═╤═╕ │ │ │ │ │ │ ├─┼─┼─┼─┼─┤ │ │ │ 1 │ │ ├─┼─┼─┼─┼─┤ │ │ │ │ │ │ ├─┼─┼─┼─┼─┤ │ 3 │ │ │ │ ├─┼─┼─┼─┼─┤ │ │ │ │ 4 │ └─┴─┴─┴─┴─┘       |
| A ou Amaj             | [5 7 7 6 5 5]  | (C# E A)      | triade majeure                                            | ┌─┬─┬─┬─┬─┐ 5 1=========1 ├─┼─┼─┼─┼─┤ │ │ │ 2 │ │ ├─┼─┼─┼─┼─┤ │ 3 4 │ │ │ ├─┼─┼─┼─┼─┤ │ │ │ │ │ │ ├─┼─┼─┼─┼─┤ │ │ │ │ │ │ └─┴─┴─┴─┴─┘           |
| A ou Amaj             | [x 0 2 2 2 0]  | (C# E A)      | triade majeure                                            | x o o ╒═╤═╤═╤═╤═╕ │ │ │ │ │ │ ├─┼─┼─┼─┼─┤ │ │ 1 2 3 │ ├─┼─┼─┼─┼─┤ │ │ │ │ │ │ ├─┼─┼─┼─┼─┤ │ │ │ │ │ │ ├─┼─┼─┼─┼─┤ │ │ │ │ │ │ └─┴─┴─┴─┴─┘       |
| A ou Amaj             | [x 4 7 x x 5]  | (C# E A)      | triade majeure                                            | x x x ┌─┬─┬─┬─┬─┐ 4 │ 1 │ │ │ │ ├─┼─┼─┼─┼─┤ │ │ │ │ │ 2 ├─┼─┼─┼─┼─┤ │ │ │ │ │ │ ├─┼─┼─┼─┼─┤ │ │ 4 │ │ │ ├─┼─┼─┼─┼─┤ │ │ │ │ │ │ └─┴─┴─┴─┴─┘     |
| A♯5 ou Aaug           | [x 0 3 2 2 1]  | (C# F A)      | triade augmentée                                          | x o ╒═╤═╤═╤═╤═╕ │ │ │ │ │ 1 ├─┼─┼─┼─┼─┤ │ │ │ 3 2 │ ├─┼─┼─┼─┼─┤ │ │ 4 │ │ │ ├─┼─┼─┼─┼─┤ │ │ │ │ │ │ ├─┼─┼─┼─┼─┤ │ │ │ │ │ │ └─┴─┴─┴─┴─┘         |
| A♯5 ou Aaug           | [x 0 x 2 2 1]  | (C# F A)      | triade augmentée                                          | x o x ╒═╤═╤═╤═╤═╕ │ │ │ │ │ 1 ├─┼─┼─┼─┼─┤ │ │ │ 3 2 │ ├─┼─┼─┼─┼─┤ │ │ │ │ │ │ ├─┼─┼─┼─┼─┤ │ │ │ │ │ │ ├─┼─┼─┼─┼─┤ │ │ │ │ │ │ └─┴─┴─┴─┴─┘       |
| A/A♭                  | [x 0 2 1 2 0]  | (C# E A♭ A)   | triade majeure (basse changée)                            | x o o ╒═╤═╤═╤═╤═╕ │ │ │ 1 │ │ ├─┼─┼─┼─┼─┤ │ │ 2 │ 3 │ ├─┼─┼─┼─┼─┤ │ │ │ │ │ │ ├─┼─┼─┼─┼─┤ │ │ │ │ │ │ ├─┼─┼─┼─┼─┤ │ │ │ │ │ │ └─┴─┴─┴─┴─┘       |
| A/B                   | [0 0 2 4 2 0]  | (C# E A B)    | triade majeure (basse changée)                            | o o o ╒═╤═╤═╤═╤═╕ │ │ │ │ │ │ ├─┼─┼─┼─┼─┤ │ │ 1 │ 2 │ ├─┼─┼─┼─┼─┤ │ │ │ │ │ │ ├─┼─┼─┼─┼─┤ │ │ │ 4 │ │ ├─┼─┼─┼─┼─┤ │ │ │ │ │ │ └─┴─┴─┴─┴─┘       |
| A/B                   | [x 0 7 6 0 0]  | (C# E A B)    | triade majeure (basse changée)                            | x o o o ┌─┬─┬─┬─┬─┐ 6 │ │ │ 1 │ │ ├─┼─┼─┼─┼─┤ │ │ 2 │ │ │ ├─┼─┼─┼─┼─┤ │ │ │ │ │ │ ├─┼─┼─┼─┼─┤ │ │ │ │ │ │ ├─┼─┼─┼─┼─┤ │ │ │ │ │ │ └─┴─┴─┴─┴─┘   |
| A/D                   | [x 0 0 2 2 0]  | (C# D E A)    | triade majeure (basse changée)                            | x o o o ╒═╤═╤═╤═╤═╕ │ │ │ │ │ │ ├─┼─┼─┼─┼─┤ │ │ │ 1 2 │ ├─┼─┼─┼─┼─┤ │ │ │ │ │ │ ├─┼─┼─┼─┼─┤ │ │ │ │ │ │ ├─┼─┼─┼─┼─┤ │ │ │ │ │ │ └─┴─┴─┴─┴─┘     |
| A/D                   | [x x 0 2 2 0]  | (C# D E A)    | triade majeure (basse changée)                            | x x o o ╒═╤═╤═╤═╤═╕ │ │ │ │ │ │ ├─┼─┼─┼─┼─┤ │ │ │ 1 2 │ ├─┼─┼─┼─┼─┤ │ │ │ │ │ │ ├─┼─┼─┼─┼─┤ │ │ │ │ │ │ ├─┼─┼─┼─┼─┤ │ │ │ │ │ │ └─┴─┴─┴─┴─┘     |
| A/D                   | [x x 0 6 5 5]  | (C# D E A)    | triade majeure (basse changée)                            | x x o ┌─┬─┬─┬─┬─┐ 5 │ │ │ │ 2 1 ├─┼─┼─┼─┼─┤ │ │ │ 3 │ │ ├─┼─┼─┼─┼─┤ │ │ │ │ │ │ ├─┼─┼─┼─┼─┤ │ │ │ │ │ │ ├─┼─┼─┼─┼─┤ │ │ │ │ │ │ └─┴─┴─┴─┴─┘     |
| A/D                   | [x x 0 9 10 9] | (C# D E A)    | triade majeure (basse changée)                            | x x o ┌─┬─┬─┬─┬─┐ 9 │ │ │ 1 │ 2 ├─┼─┼─┼─┼─┤ │ │ │ │ 3 │ ├─┼─┼─┼─┼─┤ │ │ │ │ │ │ ├─┼─┼─┼─┼─┤ │ │ │ │ │ │ ├─┼─┼─┼─┼─┤ │ │ │ │ │ │ └─┴─┴─┴─┴─┘     |
| A/G                   | [3 x 2 2 2 0]  | (C# E G A)    | triade majeure (basse changée)                            | x o ╒═╤═╤═╤═╤═╕ │ │ │ │ │ │ ├─┼─┼─┼─┼─┤ │ │ 1 2 3 │ ├─┼─┼─┼─┼─┤ 4 │ │ │ │ │ ├─┼─┼─┼─┼─┤ │ │ │ │ │ │ ├─┼─┼─┼─┼─┤ │ │ │ │ │ │ └─┴─┴─┴─┴─┘         |
| A/G                   | [x 0 2 0 2 0]  | (C# E G A)    | triade majeure (basse changée)                            | x o o o ╒═╤═╤═╤═╤═╕ │ │ │ │ │ │ ├─┼─┼─┼─┼─┤ │ │ 1 │ 2 │ ├─┼─┼─┼─┼─┤ │ │ │ │ │ │ ├─┼─┼─┼─┼─┤ │ │ │ │ │ │ ├─┼─┼─┼─┼─┤ │ │ │ │ │ │ └─┴─┴─┴─┴─┘     |
| A/G                   | [x 0 2 2 2 3]  | (C# E G A)    | triade majeure (basse changée)                            | x o ╒═╤═╤═╤═╤═╕ │ │ │ │ │ │ ├─┼─┼─┼─┼─┤ │ │ 1=====1 ├─┼─┼─┼─┼─┤ │ │ │ │ │ 2 ├─┼─┼─┼─┼─┤ │ │ │ │ │ │ ├─┼─┼─┼─┼─┤ │ │ │ │ │ │ └─┴─┴─┴─┴─┘         |
| A/G♭                  | [0 0 2 2 2 2]  | (C# E G♭ A)   | triade majeure (basse changée)                            | o o ╒═╤═╤═╤═╤═╕ │ │ │ │ │ │ ├─┼─┼─┼─┼─┤ │ │ 1=====1 ├─┼─┼─┼─┼─┤ │ │ │ │ │ │ ├─┼─┼─┼─┼─┤ │ │ │ │ │ │ ├─┼─┼─┼─┼─┤ │ │ │ │ │ │ └─┴─┴─┴─┴─┘         |
| A/G♭                  | [0 x 4 2 2 0]  | (C# E G♭ A)   | triade majeure (basse changée)                            | o x o ╒═╤═╤═╤═╤═╕ │ │ │ │ │ │ ├─┼─┼─┼─┼─┤ │ │ │ 1 2 │ ├─┼─┼─┼─┼─┤ │ │ │ │ │ │ ├─┼─┼─┼─┼─┤ │ │ 4 │ │ │ ├─┼─┼─┼─┼─┤ │ │ │ │ │ │ └─┴─┴─┴─┴─┘       |
| A/G♭                  | [2 x 2 2 2 0]  | (C# E G♭ A)   | triade majeure (basse changée)                            | x o ╒═╤═╤═╤═╤═╕ │ │ │ │ │ │ ├─┼─┼─┼─┼─┤ 1 │ 2 3 4 │ ├─┼─┼─┼─┼─┤ │ │ │ │ │ │ ├─┼─┼─┼─┼─┤ │ │ │ │ │ │ ├─┼─┼─┼─┼─┤ │ │ │ │ │ │ └─┴─┴─┴─┴─┘         |
| A/G♭                  | [x 0 4 2 2 0]  | (C# E G♭ A)   | triade majeure (basse changée)                            | x o o ╒═╤═╤═╤═╤═╕ │ │ │ │ │ │ ├─┼─┼─┼─┼─┤ │ │ │ 2 1 │ ├─┼─┼─┼─┼─┤ │ │ │ │ │ │ ├─┼─┼─┼─┼─┤ │ │ 4 │ │ │ ├─┼─┼─┼─┼─┤ │ │ │ │ │ │ └─┴─┴─┴─┴─┘       |
| A/G♭                  | [x x 2 2 2 2]  | (C# E G♭ A)   | triade majeure (basse changée)                            | x x ╒═╤═╤═╤═╤═╕ │ │ │ │ │ │ ├─┼─┼─┼─┼─┤ │ │ 1=====1 ├─┼─┼─┼─┼─┤ │ │ │ │ │ │ ├─┼─┼─┼─┼─┤ │ │ │ │ │ │ ├─┼─┼─┼─┼─┤ │ │ │ │ │ │ └─┴─┴─┴─┴─┘         |
| A5 ou A(no3)          | [5 7 7 x x 5]  | (E A)         | fondamentale et quinte (power chord)                      | x x ┌─┬─┬─┬─┬─┐ 5 1=========1 ├─┼─┼─┼─┼─┤ │ │ │ │ │ │ ├─┼─┼─┼─┼─┤ │ 3 4 │ │ │ ├─┼─┼─┼─┼─┤ │ │ │ │ │ │ ├─┼─┼─┼─┼─┤ │ │ │ │ │ │ └─┴─┴─┴─┴─┘       |
| A5 ou A(no3)          | [x 0 2 2 x 0]  | (E A)         | fondamentale et quinte (power chord)                      | x o x o ╒═╤═╤═╤═╤═╕ │ │ │ │ │ │ ├─┼─┼─┼─┼─┤ │ │ 1 2 │ │ ├─┼─┼─┼─┼─┤ │ │ │ │ │ │ ├─┼─┼─┼─┼─┤ │ │ │ │ │ │ ├─┼─┼─┼─┼─┤ │ │ │ │ │ │ └─┴─┴─┴─┴─┘     |
| A5 ou A(no3)          | [5 7 7 x x 0]  | (E A)         | fondamentale et quinte (power chord)                      | x x o ┌─┬─┬─┬─┬─┐ 5 1 │ │ │ │ │ ├─┼─┼─┼─┼─┤ │ │ │ │ │ │ ├─┼─┼─┼─┼─┤ │ 3 4 │ │ │ ├─┼─┼─┼─┼─┤ │ │ │ │ │ │ ├─┼─┼─┼─┼─┤ │ │ │ │ │ │ └─┴─┴─┴─┴─┘     |
| A6                    | [0 0 2 2 2 2]  | (C# E F# A)   | triade majeure plus sixte                                 | o o ╒═╤═╤═╤═╤═╕ │ │ │ │ │ │ ├─┼─┼─┼─┼─┤ │ │ 1=====1 ├─┼─┼─┼─┼─┤ │ │ │ │ │ │ ├─┼─┼─┼─┼─┤ │ │ │ │ │ │ ├─┼─┼─┼─┼─┤ │ │ │ │ │ │ └─┴─┴─┴─┴─┘         |
| A6                    | [0 x 4 2 2 0]  | (C# E F# A)   | triade majeure plus sixte                                 | o x o ╒═╤═╤═╤═╤═╕ │ │ │ │ │ │ ├─┼─┼─┼─┼─┤ │ │ │ 1 2 │ ├─┼─┼─┼─┼─┤ │ │ │ │ │ │ ├─┼─┼─┼─┼─┤ │ │ 4 │ │ │ ├─┼─┼─┼─┼─┤ │ │ │ │ │ │ └─┴─┴─┴─┴─┘       |
| A6                    | [2 x 2 2 2 0]  | (C# E F# A)   | triade majeure plus sixte                                 | x o ╒═╤═╤═╤═╤═╕ │ │ │ │ │ │ ├─┼─┼─┼─┼─┤ 1 │ 2 3 4 │ ├─┼─┼─┼─┼─┤ │ │ │ │ │ │ ├─┼─┼─┼─┼─┤ │ │ │ │ │ │ ├─┼─┼─┼─┼─┤ │ │ │ │ │ │ └─┴─┴─┴─┴─┘         |
| A6                    | [x 0 4 2 2 0]  | (C# E F# A)   | triade majeure plus sixte                                 | x o o ╒═╤═╤═╤═╤═╕ │ │ │ │ │ │ ├─┼─┼─┼─┼─┤ │ │ │ 2 1 │ ├─┼─┼─┼─┼─┤ │ │ │ │ │ │ ├─┼─┼─┼─┼─┤ │ │ 4 │ │ │ ├─┼─┼─┼─┼─┤ │ │ │ │ │ │ └─┴─┴─┴─┴─┘       |
| A6                    | [x x 2 2 2 2]  | (C# E F# A)   | triade majeure plus sixte                                 | x x ╒═╤═╤═╤═╤═╕ │ │ │ │ │ │ ├─┼─┼─┼─┼─┤ │ │ 1=====1 ├─┼─┼─┼─┼─┤ │ │ │ │ │ │ ├─┼─┼─┼─┼─┤ │ │ │ │ │ │ ├─┼─┼─┼─┼─┤ │ │ │ │ │ │ └─┴─┴─┴─┴─┘         |
| A6/7                  | [0 0 2 0 2 2]  | (C# E F# G A) | triade majeure plus sixte, mineur septième                | o o o ╒═╤═╤═╤═╤═╕ │ │ │ │ │ │ ├─┼─┼─┼─┼─┤ │ │ 1 │ 2 3 ├─┼─┼─┼─┼─┤ │ │ │ │ │ │ ├─┼─┼─┼─┼─┤ │ │ │ │ │ │ ├─┼─┼─┼─┼─┤ │ │ │ │ │ │ └─┴─┴─┴─┴─┘       |
| A6/7 sus ou A6/7 sus4 | [5 5 4 0 3 0]  | (D E F# G A)  | triade sus4 plus sixte, mineur septième                   | o o ╒═╤═╤═╤═╤═╕ │ │ │ │ │ │ ├─┼─┼─┼─┼─┤ │ │ │ │ │ │ ├─┼─┼─┼─┼─┤ │ │ │ │ 1 │ ├─┼─┼─┼─┼─┤ │ │ 2 │ │ │ ├─┼─┼─┼─┼─┤ 4 3 │ │ │ │ └─┴─┴─┴─┴─┘         |
| A6/7 sus ou A6/7 sus4 | [x 0 2 0 3 2]  | (D E F# G A)  | triade sus4 plus sixte, mineur septième                   | x o o ╒═╤═╤═╤═╤═╕ │ │ │ │ │ │ ├─┼─┼─┼─┼─┤ │ │ 1 │ │ 2 ├─┼─┼─┼─┼─┤ │ │ │ │ 3 │ ├─┼─┼─┼─┼─┤ │ │ │ │ │ │ ├─┼─┼─┼─┼─┤ │ │ │ │ │ │ └─┴─┴─┴─┴─┘       |
| A7 ou Adom 7          | [3 x 2 2 2 0]  | C# E G A)     | triade majeure, mineur septième                           | x o ╒═╤═╤═╤═╤═╕ │ │ │ │ │ │ ├─┼─┼─┼─┼─┤ │ │ 1 2 3 │ ├─┼─┼─┼─┼─┤ 4 │ │ │ │ │ ├─┼─┼─┼─┼─┤ │ │ │ │ │ │ ├─┼─┼─┼─┼─┤ │ │ │ │ │ │ └─┴─┴─┴─┴─┘         |
| A7 ou Adom 7          | [x 0 2 0 2 0]  | (C# E G A)    | triade majeure, mineur septième                           | x o o o ╒═╤═╤═╤═╤═╕ │ │ │ │ │ │ ├─┼─┼─┼─┼─┤ │ │ 1 │ 2 │ ├─┼─┼─┼─┼─┤ │ │ │ │ │ │ ├─┼─┼─┼─┼─┤ │ │ │ │ │ │ ├─┼─┼─┼─┼─┤ │ │ │ │ │ │ └─┴─┴─┴─┴─┘     |
| A7 ou Adom 7          | [x 0 2 2 2 3]  | (C# E G A)    | triade majeure, mineur septième                           | x o ╒═╤═╤═╤═╤═╕ │ │ │ │ │ │ ├─┼─┼─┼─┼─┤ │ │ 1=====1 ├─┼─┼─┼─┼─┤ │ │ │ │ │ 2 ├─┼─┼─┼─┼─┤ │ │ │ │ │ │ ├─┼─┼─┼─┼─┤ │ │ │ │ │ │ └─┴─┴─┴─┴─┘         |
| A7♯5                  | [1 0 3 0 2 1]  | (C# F G A)    | mineur septième, quinte dièse                             | o o ╒═╤═╤═╤═╤═╕ 2 │ │ │ │ 1 ├─┼─┼─┼─┼─┤ │ │ │ │ 3 │ ├─┼─┼─┼─┼─┤ │ │ 4 │ │ │ ├─┼─┼─┼─┼─┤ │ │ │ │ │ │ ├─┼─┼─┼─┼─┤ │ │ │ │ │ │ └─┴─┴─┴─┴─┘         |
| A7/add11 ou A7/11     | [x 0 0 0 2 0]  | (C# D E G A)  | triade majeure, mineur septième, plus onzième             | x o o o o ╒═╤═╤═╤═╤═╕ │ │ │ │ │ │ ├─┼─┼─┼─┼─┤ │ │ │ │ 1 │ ├─┼─┼─┼─┼─┤ │ │ │ │ │ │ ├─┼─┼─┼─┼─┤ │ │ │ │ │ │ ├─┼─┼─┼─┼─┤ │ │ │ │ │ │ └─┴─┴─┴─┴─┘   |
| A7sus4                | [x 0 2 0 3 0]  | (D E G A)     | triade sus4, mineur septième                              | x o o o ╒═╤═╤═╤═╤═╕ │ │ │ │ │ │ ├─┼─┼─┼─┼─┤ │ │ 1 │ │ │ ├─┼─┼─┼─┼─┤ │ │ │ │ 2 │ ├─┼─┼─┼─┼─┤ │ │ │ │ │ │ ├─┼─┼─┼─┼─┤ │ │ │ │ │ │ └─┴─┴─┴─┴─┘     |
| A7sus4                | [x 0 2 0 3 3]  | (D E G A)     | triade sus4, mineur septième                              | x o o ╒═╤═╤═╤═╤═╕ │ │ │ │ │ │ ├─┼─┼─┼─┼─┤ │ │ 1 │ │ │ ├─┼─┼─┼─┼─┤ │ │ │ │ 2 3 ├─┼─┼─┼─┼─┤ │ │ │ │ │ │ ├─┼─┼─┼─┼─┤ │ │ │ │ │ │ └─┴─┴─┴─┴─┘       |
| A7sus4                | [x 0 2 2 3 3]  | (D E G A)     | triade sus4, mineur septième                              | x o ╒═╤═╤═╤═╤═╕ │ │ │ │ │ │ ├─┼─┼─┼─┼─┤ │ │ 1 2 │ │ ├─┼─┼─┼─┼─┤ │ │ │ │ 3 4 ├─┼─┼─┼─┼─┤ │ │ │ │ │ │ ├─┼─┼─┼─┼─┤ │ │ │ │ │ │ └─┴─┴─┴─┴─┘         |
| A7sus4                | [5 x 0 0 3 0]  | (D E G A)     | triade sus4, mineur septième                              | x o o o ╒═╤═╤═╤═╤═╕ │ │ │ │ │ │ ├─┼─┼─┼─┼─┤ │ │ │ │ │ │ ├─┼─┼─┼─┼─┤ │ │ │ │ 1 │ ├─┼─┼─┼─┼─┤ │ │ │ │ │ │ ├─┼─┼─┼─┼─┤ 3 │ │ │ │ │ └─┴─┴─┴─┴─┘     |
| A7sus4                | [x 0 0 0 x 0]  | (D E G A)     | triade sus4, mineur septième                              | x o o o x o ╒═╤═╤═╤═╤═╕ │ │ │ │ │ │ ├─┼─┼─┼─┼─┤ │ │ │ │ │ │ ├─┼─┼─┼─┼─┤ │ │ │ │ │ │ ├─┼─┼─┼─┼─┤ │ │ │ │ │ │ ├─┼─┼─┼─┼─┤ │ │ │ │ │ │ └─┴─┴─┴─┴─┘ |
| Aadd9 ou A2           | [0 0 2 4 2 0]  | (C# E A B)    | triade majeure plus neuvième                              | o o o ╒═╤═╤═╤═╤═╕ │ │ │ │ │ │ ├─┼─┼─┼─┼─┤ │ │ 1 │ 2 │ ├─┼─┼─┼─┼─┤ │ │ │ │ │ │ ├─┼─┼─┼─┼─┤ │ │ │ 4 │ │ ├─┼─┼─┼─┼─┤ │ │ │ │ │ │ └─┴─┴─┴─┴─┘       |
| Aadd9 ou A2           | [x 0 7 6 0 0]  | (C# E A B)    | triade majeure plus neuvième                              | x o o o ┌─┬─┬─┬─┬─┐ 6 │ │ │ 1 │ │ ├─┼─┼─┼─┼─┤ │ │ 2 │ │ │ ├─┼─┼─┼─┼─┤ │ │ │ │ │ │ ├─┼─┼─┼─┼─┤ │ │ │ │ │ │ ├─┼─┼─┼─┼─┤ │ │ │ │ │ │ └─┴─┴─┴─┴─┘   |
| Aaug/D                | [x x 0 2 2 1]  | (C# D F A)    | triade augmentée (basse changée)                          | x x o ╒═╤═╤═╤═╤═╕ │ │ │ │ │ 1 ├─┼─┼─┼─┼─┤ │ │ │ 2 3 │ ├─┼─┼─┼─┼─┤ │ │ │ │ │ │ ├─┼─┼─┼─┼─┤ │ │ │ │ │ │ ├─┼─┼─┼─┼─┤ │ │ │ │ │ │ └─┴─┴─┴─┴─┘       |
| Aaug/G                | [1 0 3 0 2 1]  | (C# F G A)    | triade augmentée (basse changée)                          | o o ╒═╤═╤═╤═╤═╕ 2 │ │ │ │ 1 ├─┼─┼─┼─┼─┤ │ │ │ │ 3 │ ├─┼─┼─┼─┼─┤ │ │ 4 │ │ │ ├─┼─┼─┼─┼─┤ │ │ │ │ │ │ ├─┼─┼─┼─┼─┤ │ │ │ │ │ │ └─┴─┴─┴─┴─┘         |
| A♭ ou A♭maj           | [4 6 6 5 4 4]  | (C E♭ A♭)     | triade majeure                                            | ┌─┬─┬─┬─┬─┐ 4 1=========1 ├─┼─┼─┼─┼─┤ │ │ │ 2 │ │ ├─┼─┼─┼─┼─┤ │ 3 4 │ │ │ ├─┼─┼─┼─┼─┤ │ │ │ │ │ │ ├─┼─┼─┼─┼─┤ │ │ │ │ │ │ └─┴─┴─┴─┴─┘           |
| A♭♯5 ou A♭aug         | [x 3 2 1 1 0]  | (C E A♭)      | triade augmentée                                          | x o ╒═╤═╤═╤═╤═╕ │ │ │ 2 1 │ ├─┼─┼─┼─┼─┤ │ │ 3 │ │ │ ├─┼─┼─┼─┼─┤ │ 4 │ │ │ │ ├─┼─┼─┼─┼─┤ │ │ │ │ │ │ ├─┼─┼─┼─┼─┤ │ │ │ │ │ │ └─┴─┴─┴─┴─┘         |
| A♭/A                  | [x x 1 2 1 4]  | (C E♭ A♭ A)   | triade majeure (basse changée)                            | x x ╒═╤═╤═╤═╤═╕ │ │ 1 │ 2 │ ├─┼─┼─┼─┼─┤ │ │ │ 3 │ │ ├─┼─┼─┼─┼─┤ │ │ │ │ │ │ ├─┼─┼─┼─┼─┤ │ │ │ │ │ 4 ├─┼─┼─┼─┼─┤ │ │ │ │ │ │ └─┴─┴─┴─┴─┘         |
| A♭/F                  | [x 8 10 8 9 8] | (C E♭ F A♭)   | triade majeure (basse changée)                            | x ┌─┬─┬─┬─┬─┐ 8 │ 1=======1 ├─┼─┼─┼─┼─┤ │ │ │ │ 2 │ ├─┼─┼─┼─┼─┤ │ │ 3 │ │ │ ├─┼─┼─┼─┼─┤ │ │ │ │ │ │ ├─┼─┼─┼─┼─┤ │ │ │ │ │ │ └─┴─┴─┴─┴─┘         |
| A♭/F                  | [x x 1 1 1 1]  | (C E♭ F A♭)   | triade majeure (basse changée)                            | x x ╒═╤═╤═╤═╤═╕ │ │ 1=====1 ├─┼─┼─┼─┼─┤ │ │ │ │ │ │ ├─┼─┼─┼─┼─┤ │ │ │ │ │ │ ├─┼─┼─┼─┼─┤ │ │ │ │ │ │ ├─┼─┼─┼─┼─┤ │ │ │ │ │ │ └─┴─┴─┴─┴─┘         |
| A♭/G♭                 | [x x 1 1 1 2]  | (C E♭ G♭ A♭)  | triade majeure (basse changée)                            | x x ╒═╤═╤═╤═╤═╕ │ │ 1=====1 ├─┼─┼─┼─┼─┤ │ │ │ │ │ 2 ├─┼─┼─┼─┼─┤ │ │ │ │ │ │ ├─┼─┼─┼─┼─┤ │ │ │ │ │ │ ├─┼─┼─┼─┼─┤ │ │ │ │ │ │ └─┴─┴─┴─┴─┘         |
| A♭/G♭                 | [x x 4 5 4 4]  | (C E♭ G♭ A♭)  | triade majeure (basse changée)                            | x x ╒═╤═╤═╤═╤═╕ │ │ │ │ │ │ ├─┼─┼─┼─┼─┤ │ │ │ │ │ │ ├─┼─┼─┼─┼─┤ │ │ │ │ │ │ ├─┼─┼─┼─┼─┤ │ │ 1=====1 ├─┼─┼─┼─┼─┤ │ │ │ 2 │ │ └─┴─┴─┴─┴─┘         |
| A♭5 ou A♭(no3)        | [4 6 6 x x 4]  | (E♭ A♭)       | fondamentale et quinte (power chord)                      | x x ┌─┬─┬─┬─┬─┐ 4 1=========1 ├─┼─┼─┼─┼─┤ │ │ │ │ │ │ ├─┼─┼─┼─┼─┤ │ 3 4 │ │ │ ├─┼─┼─┼─┼─┤ │ │ │ │ │ │ ├─┼─┼─┼─┼─┤ │ │ │ │ │ │ └─┴─┴─┴─┴─┘       |
| A♭6                   | [x 8 10 8 9 8] | (C E♭ F A♭)   | triade majeure plus sixte                                 | x ┌─┬─┬─┬─┬─┐ 8 │ 1=======1 ├─┼─┼─┼─┼─┤ │ │ │ │ 2 │ ├─┼─┼─┼─┼─┤ │ │ 3 │ │ │ ├─┼─┼─┼─┼─┤ │ │ │ │ │ │ ├─┼─┼─┼─┼─┤ │ │ │ │ │ │ └─┴─┴─┴─┴─┘         |
| A♭6                   | [x x 1 1 1 1]  | (C E♭ F A♭)   | triade majeure plus sixte                                 | x x ╒═╤═╤═╤═╤═╕ │ │ 1=====1 ├─┼─┼─┼─┼─┤ │ │ │ │ │ │ ├─┼─┼─┼─┼─┤ │ │ │ │ │ │ ├─┼─┼─┼─┼─┤ │ │ │ │ │ │ ├─┼─┼─┼─┼─┤ │ │ │ │ │ │ └─┴─┴─┴─┴─┘         |
| A♭7 ou A♭dom 7        | [x x 1 1 1 2]  | (C E♭ G♭ A♭)  | triade majeure, mineur septième                           | x x ╒═╤═╤═╤═╤═╕ │ │ 1=====1 ├─┼─┼─┼─┼─┤ │ │ │ │ │ 2 ├─┼─┼─┼─┼─┤ │ │ │ │ │ │ ├─┼─┼─┼─┼─┤ │ │ │ │ │ │ ├─┼─┼─┼─┼─┤ │ │ │ │ │ │ └─┴─┴─┴─┴─┘         |
| A♭7 ou A♭dom 7        | [x x 4 5 4 4]  | (C E♭ G♭ A♭)  | triade majeure, mineur septième                           | x x ╒═╤═╤═╤═╤═╕ │ │ │ │ │ │ ├─┼─┼─┼─┼─┤ │ │ │ │ │ │ ├─┼─┼─┼─┼─┤ │ │ │ │ │ │ ├─┼─┼─┼─┼─┤ │ │ 1=====1 ├─┼─┼─┼─┼─┤ │ │ │ 2 │ │ └─┴─┴─┴─┴─┘         |
| A♭dim/E               | [0 2 0 1 0 0]  | (D E A♭ B)    | triade diminuée (basse changée)                           | o o o o ╒═╤═╤═╤═╤═╕ │ │ │ 1 │ │ ├─┼─┼─┼─┼─┤ │ 2 │ │ │ │ ├─┼─┼─┼─┼─┤ │ │ │ │ │ │ ├─┼─┼─┼─┼─┤ │ │ │ │ │ │ ├─┼─┼─┼─┼─┤ │ │ │ │ │ │ └─┴─┴─┴─┴─┘     |
| A♭dim/E               | [0 2 2 1 3 0]  | (D E A♭ B)    | triade diminuée (basse changée)                           | o o ╒═╤═╤═╤═╤═╕ │ │ │ 1 │ │ ├─┼─┼─┼─┼─┤ │ 3 2 │ │ │ ├─┼─┼─┼─┼─┤ │ │ │ │ 4 │ ├─┼─┼─┼─┼─┤ │ │ │ │ │ │ ├─┼─┼─┼─┼─┤ │ │ │ │ │ │ └─┴─┴─┴─┴─┘         |
| A♭dim/E               | [x 2 0 1 3 0]  | (D E A♭ B)    | triade diminuée (basse changée)                           | x o o ╒═╤═╤═╤═╤═╕ │ │ │ 1 │ │ ├─┼─┼─┼─┼─┤ │ 3 │ │ │ │ ├─┼─┼─┼─┼─┤ │ │ │ │ 4 │ ├─┼─┼─┼─┼─┤ │ │ │ │ │ │ ├─┼─┼─┼─┼─┤ │ │ │ │ │ │ └─┴─┴─┴─┴─┘       |
| A♭dim/E               | [x x 0 1 0 0]  | (D E A♭ B)    | triade diminuée (basse changée)                           | x x o o o ╒═╤═╤═╤═╤═╕ │ │ │ 1 │ │ ├─┼─┼─┼─┼─┤ │ │ │ │ │ │ ├─┼─┼─┼─┼─┤ │ │ │ │ │ │ ├─┼─┼─┼─┼─┤ │ │ │ │ │ │ ├─┼─┼─┼─┼─┤ │ │ │ │ │ │ └─┴─┴─┴─┴─┘   |
| A♭dim/E♭              | [x x 0 4 4 4]  | (D E♭ A♭ B)   | triade diminuée (basse changée)                           | x x o ╒═╤═╤═╤═╤═╕ │ │ │ │ │ │ ├─┼─┼─┼─┼─┤ │ │ │ │ │ │ ├─┼─┼─┼─┼─┤ │ │ │ │ │ │ ├─┼─┼─┼─┼─┤ │ │ │ 1 2 3 ├─┼─┼─┼─┼─┤ │ │ │ │ │ │ └─┴─┴─┴─┴─┘       |
| A♭dim/F               | [x 2 0 1 0 1]  | (D F A♭ B)    | triade diminuée (basse changée)                           | x o o ╒═╤═╤═╤═╤═╕ │ │ │ 2 │ 1 ├─┼─┼─┼─┼─┤ │ 3 │ │ │ │ ├─┼─┼─┼─┼─┤ │ │ │ │ │ │ ├─┼─┼─┼─┼─┤ │ │ │ │ │ │ ├─┼─┼─┼─┼─┤ │ │ │ │ │ │ └─┴─┴─┴─┴─┘       |
| A♭dim/F               | [x x 0 1 0 1]  | (D F A♭ B)    | triade diminuée (basse changée)                           | x x o o ╒═╤═╤═╤═╤═╕ │ │ │ 1 │ 2 ├─┼─┼─┼─┼─┤ │ │ │ │ │ │ ├─┼─┼─┼─┼─┤ │ │ │ │ │ │ ├─┼─┼─┼─┼─┤ │ │ │ │ │ │ ├─┼─┼─┼─┼─┤ │ │ │ │ │ │ └─┴─┴─┴─┴─┘     |
| A♭dim/F               | [x x 3 4 3 4]  | (D F A♭ B)    | triade diminuée (basse changée)                           | x x ╒═╤═╤═╤═╤═╕ │ │ │ │ │ │ ├─┼─┼─┼─┼─┤ │ │ │ │ │ │ ├─┼─┼─┼─┼─┤ │ │ 1=====1 ├─┼─┼─┼─┼─┤ │ │ │ 2 │ 3 ├─┼─┼─┼─┼─┤ │ │ │ │ │ │ └─┴─┴─┴─┴─┘         |
| A♭dim7                | [x 2 0 1 0 1]  | (D F A♭ B)    | triade diminuée, septième diminuée                        | x o o ╒═╤═╤═╤═╤═╕ │ │ │ 2 │ 1 ├─┼─┼─┼─┼─┤ │ 3 │ │ │ │ ├─┼─┼─┼─┼─┤ │ │ │ │ │ │ ├─┼─┼─┼─┼─┤ │ │ │ │ │ │ ├─┼─┼─┼─┼─┤ │ │ │ │ │ │ └─┴─┴─┴─┴─┘       |
| A♭dim7                | [x x 0 1 0 1]  | (D F A♭ B)    | triade diminuée, septième diminuée                        | x x o o ╒═╤═╤═╤═╤═╕ │ │ │ 1 │ 2 ├─┼─┼─┼─┼─┤ │ │ │ │ │ │ ├─┼─┼─┼─┼─┤ │ │ │ │ │ │ ├─┼─┼─┼─┼─┤ │ │ │ │ │ │ ├─┼─┼─┼─┼─┤ │ │ │ │ │ │ └─┴─┴─┴─┴─┘     |
| A♭dim7                | [x x 3 4 3 4]  | (D F A♭ B)    | triade diminuée, septième diminuée                        | x x ╒═╤═╤═╤═╤═╕ │ │ │ │ │ │ ├─┼─┼─┼─┼─┤ │ │ │ │ │ │ ├─┼─┼─┼─┼─┤ │ │ 1=====1 ├─┼─┼─┼─┼─┤ │ │ │ 2 │ 3 ├─┼─┼─┼─┼─┤ │ │ │ │ │ │ └─┴─┴─┴─┴─┘         |
| A♭m                   | [x x 6 4 4 4]  | (E♭ A♭ B)     | triade mineure                                            | x x ┌─┬─┬─┬─┬─┐ 4 │ │ │ 1===1 ├─┼─┼─┼─┼─┤ │ │ │ │ │ │ ├─┼─┼─┼─┼─┤ │ │ 4 │ │ │ ├─┼─┼─┼─┼─┤ │ │ │ │ │ │ ├─┼─┼─┼─┼─┤ │ │ │ │ │ │ └─┴─┴─┴─┴─┘       |
| A♭m/D                 | [x x 0 4 4 4]  | (D E♭ A♭ B)   | triade mineure (basse changée)                            | x x o ╒═╤═╤═╤═╤═╕ │ │ │ │ │ │ ├─┼─┼─┼─┼─┤ │ │ │ │ │ │ ├─┼─┼─┼─┼─┤ │ │ │ │ │ │ ├─┼─┼─┼─┼─┤ │ │ │ 1 2 3 ├─┼─┼─┼─┼─┤ │ │ │ │ │ │ └─┴─┴─┴─┴─┘       |
| A♭m/E                 | [0 2 1 1 0 0]  | (E♭ E A♭ B)   | triade mineure (basse changée)                            | o o o ╒═╤═╤═╤═╤═╕ │ │ 1 2 │ │ ├─┼─┼─┼─┼─┤ │ 3 │ │ │ │ ├─┼─┼─┼─┼─┤ │ │ │ │ │ │ ├─┼─┼─┼─┼─┤ │ │ │ │ │ │ ├─┼─┼─┼─┼─┤ │ │ │ │ │ │ └─┴─┴─┴─┴─┘       |
| A♭m/E                 | [0 x 6 4 4 0]  | (E♭ E A♭ B)   | triade mineure (basse changée)                            | o x o ┌─┬─┬─┬─┬─┐ 4 │ │ │ 1 2 │ ├─┼─┼─┼─┼─┤ │ │ │ │ │ │ ├─┼─┼─┼─┼─┤ │ │ 4 │ │ │ ├─┼─┼─┼─┼─┤ │ │ │ │ │ │ ├─┼─┼─┼─┼─┤ │ │ │ │ │ │ └─┴─┴─┴─┴─┘     |
| A♭m/E                 | [x x 1 1 0 0]  | (E♭ E A♭ B)   | triade mineure (basse changée)                            | x x o o ╒═╤═╤═╤═╤═╕ │ │ 1 2 │ │ ├─┼─┼─┼─┼─┤ │ │ │ │ │ │ ├─┼─┼─┼─┼─┤ │ │ │ │ │ │ ├─┼─┼─┼─┼─┤ │ │ │ │ │ │ ├─┼─┼─┼─┼─┤ │ │ │ │ │ │ └─┴─┴─┴─┴─┘     |
| A♭m/G♭                | [x x 4 4 4 4]  | (E♭ G♭ A♭ B)  | triade mineure (basse changée)                            | x x ╒═╤═╤═╤═╤═╕ │ │ │ │ │ │ ├─┼─┼─┼─┼─┤ │ │ │ │ │ │ ├─┼─┼─┼─┼─┤ │ │ │ │ │ │ ├─┼─┼─┼─┼─┤ │ │ 1=====1 ├─┼─┼─┼─┼─┤ │ │ │ │ │ │ └─┴─┴─┴─┴─┘         |
| A♭m7                  | [x x 4 4 4 4]  | (E♭ G♭ A♭ B)  | triade mineure, mineur septième                           | x x ╒═╤═╤═╤═╤═╕ │ │ │ │ │ │ ├─┼─┼─┼─┼─┤ │ │ │ │ │ │ ├─┼─┼─┼─┼─┤ │ │ │ │ │ │ ├─┼─┼─┼─┼─┤ │ │ 1=====1 ├─┼─┼─┼─┼─┤ │ │ │ │ │ │ └─┴─┴─┴─┴─┘         |
| A♭sus ou A♭sus4       | [x x 6 6 4 4]  | (D♭ E♭ A♭)    | sans tierce mais une quarte d'une triade majeure          | x x ┌─┬─┬─┬─┬─┐ 4 │ │ │ │ 1=1 ├─┼─┼─┼─┼─┤ │ │ │ │ │ │ ├─┼─┼─┼─┼─┤ │ │ 3 4 │ │ ├─┼─┼─┼─┼─┤ │ │ │ │ │ │ ├─┼─┼─┼─┼─┤ │ │ │ │ │ │ └─┴─┴─┴─┴─┘       |
| A♭sus2/F              | [x 1 3 1 4 1]  | (E♭ F A♭ B♭)  | triade sus2 (basse changée)                               | x ╒═╤═╤═╤═╤═╕ │ 1=======1 ├─┼─┼─┼─┼─┤ │ │ │ │ │ │ ├─┼─┼─┼─┼─┤ │ │ 2 │ │ │ ├─┼─┼─┼─┼─┤ │ │ │ │ 3 │ ├─┼─┼─┼─┼─┤ │ │ │ │ │ │ └─┴─┴─┴─┴─┘           |
| Adim/A♭               | [x x 1 2 1 4]  | (C E♭ A♭ A)   | triade diminuée (basse changée)                           | x x ╒═╤═╤═╤═╤═╕ │ │ 1 │ 2 │ ├─┼─┼─┼─┼─┤ │ │ │ 3 │ │ ├─┼─┼─┼─┼─┤ │ │ │ │ │ │ ├─┼─┼─┼─┼─┤ │ │ │ │ │ 4 ├─┼─┼─┼─┼─┤ │ │ │ │ │ │ └─┴─┴─┴─┴─┘         |
| Adim/E                | [0 3 x 2 4 0]  | (C E♭ E A)    | triade diminuée (basse changée)                           | o x o ╒═╤═╤═╤═╤═╕ │ │ │ │ │ │ ├─┼─┼─┼─┼─┤ │ │ │ 1 │ │ ├─┼─┼─┼─┼─┤ │ 2 │ │ │ │ ├─┼─┼─┼─┼─┤ │ │ │ │ 3 │ ├─┼─┼─┼─┼─┤ │ │ │ │ │ │ └─┴─┴─┴─┴─┘       |
| Adim/F                | [x x 1 2 1 1]  | (C E♭ F A)    | triade diminuée (basse changée)                           | x x ╒═╤═╤═╤═╤═╕ │ │ 1=====1 ├─┼─┼─┼─┼─┤ │ │ │ 2 │ │ ├─┼─┼─┼─┼─┤ │ │ │ │ │ │ ├─┼─┼─┼─┼─┤ │ │ │ │ │ │ ├─┼─┼─┼─┼─┤ │ │ │ │ │ │ └─┴─┴─┴─┴─┘         |
| Adim/F                | [x x 3 5 4 5]  | (C E♭ F A)    | triade diminuée (basse changée)                           | x x ╒═╤═╤═╤═╤═╕ │ │ │ │ │ │ ├─┼─┼─┼─┼─┤ │ │ │ │ │ │ ├─┼─┼─┼─┼─┤ │ │ 1 │ │ │ ├─┼─┼─┼─┼─┤ │ │ │ │ 2 │ ├─┼─┼─┼─┼─┤ │ │ │ 3 │ 4 └─┴─┴─┴─┴─┘         |
| Adim/G                | [x x 1 2 1 3]  | (C E♭ G A)    | triade diminuée (basse changée)                           | x x ╒═╤═╤═╤═╤═╕ │ │ 1 │ 2 │ ├─┼─┼─┼─┼─┤ │ │ │ 3 │ │ ├─┼─┼─┼─┼─┤ │ │ │ │ │ 4 ├─┼─┼─┼─┼─┤ │ │ │ │ │ │ ├─┼─┼─┼─┼─┤ │ │ │ │ │ │ └─┴─┴─┴─┴─┘         |
| Adim/G♭               | [x x 1 2 1 2]  | (C E♭ G♭ A)   | triade diminuée (basse changée)                           | x x ╒═╤═╤═╤═╤═╕ │ │ 1=====1 ├─┼─┼─┼─┼─┤ │ │ │ 2 │ 3 ├─┼─┼─┼─┼─┤ │ │ │ │ │ │ ├─┼─┼─┼─┼─┤ │ │ │ │ │ │ ├─┼─┼─┼─┼─┤ │ │ │ │ │ │ └─┴─┴─┴─┴─┘         |
| Adim7                 | [x x 1 2 1 2]  | (C E♭ G♭ A)   | triade diminuée, septième diminuée                        | x x ╒═╤═╤═╤═╤═╕ │ │ 1=====1 ├─┼─┼─┼─┼─┤ │ │ │ 2 │ 3 ├─┼─┼─┼─┼─┤ │ │ │ │ │ │ ├─┼─┼─┼─┼─┤ │ │ │ │ │ │ ├─┼─┼─┼─┼─┤ │ │ │ │ │ │ └─┴─┴─┴─┴─┘         |
| Am                    | [x 0 2 2 1 0]  | (C E A)       | triade mineure                                            | x o o ╒═╤═╤═╤═╤═╕ │ │ │ │ 1 │ ├─┼─┼─┼─┼─┤ │ │ 2 3 │ │ ├─┼─┼─┼─┼─┤ │ │ │ │ │ │ ├─┼─┼─┼─┼─┤ │ │ │ │ │ │ ├─┼─┼─┼─┼─┤ │ │ │ │ │ │ └─┴─┴─┴─┴─┘       |
| Am                    | [x 0 7 5 5 5]  | (C E A)       | triade mineure                                            | x o ┌─┬─┬─┬─┬─┐ 5 │ │ │ 1 2 3 ├─┼─┼─┼─┼─┤ │ │ │ │ │ │ ├─┼─┼─┼─┼─┤ │ │ 4 │ │ │ ├─┼─┼─┼─┼─┤ │ │ │ │ │ │ ├─┼─┼─┼─┼─┤ │ │ │ │ │ │ └─┴─┴─┴─┴─┘       |
| Am                    | [x 3 2 2 1 0]  | (C E A)       | triade mineure                                            | x o ╒═╤═╤═╤═╤═╕ │ │ │ │ 1 │ ├─┼─┼─┼─┼─┤ │ │ 3 2 │ │ ├─┼─┼─┼─┼─┤ │ 4 │ │ │ │ ├─┼─┼─┼─┼─┤ │ │ │ │ │ │ ├─┼─┼─┼─┼─┤ │ │ │ │ │ │ └─┴─┴─┴─┴─┘         |
| Am                    | [8 12 x x x 0] | (C E A)       | triade mineure                                            | x x x o ┌─┬─┬─┬─┬─┐ 8 1 │ │ │ │ │ ├─┼─┼─┼─┼─┤ │ │ │ │ │ │ ├─┼─┼─┼─┼─┤ │ │ │ │ │ │ ├─┼─┼─┼─┼─┤ │ │ │ │ │ │ ├─┼─┼─┼─┼─┤ │ 3 │ │ │ │ └─┴─┴─┴─┴─┘   |
| Am/B                  | [0 0 7 5 0 0]  | (C E A B)     | triade mineure (basse changée)                            | o o o o ┌─┬─┬─┬─┬─┐ 5 │ │ │ 1 │ │ ├─┼─┼─┼─┼─┤ │ │ │ │ │ │ ├─┼─┼─┼─┼─┤ │ │ 3 │ │ │ ├─┼─┼─┼─┼─┤ │ │ │ │ │ │ ├─┼─┼─┼─┼─┤ │ │ │ │ │ │ └─┴─┴─┴─┴─┘   |
| Am/B                  | [x 3 2 2 0 0]  | (C E A B)     | triade mineure (basse changée)                            | x o o ╒═╤═╤═╤═╤═╕ │ │ │ │ │ │ ├─┼─┼─┼─┼─┤ │ │ 2 1 │ │ ├─┼─┼─┼─┼─┤ │ 3 │ │ │ │ ├─┼─┼─┼─┼─┤ │ │ │ │ │ │ ├─┼─┼─┼─┼─┤ │ │ │ │ │ │ └─┴─┴─┴─┴─┘       |
| Am/D                  | [x x 0 2 1 0]  | (C D E A)     | triade mineure (basse changée)                            | x x o o ╒═╤═╤═╤═╤═╕ │ │ │ │ 1 │ ├─┼─┼─┼─┼─┤ │ │ │ 2 │ │ ├─┼─┼─┼─┼─┤ │ │ │ │ │ │ ├─┼─┼─┼─┼─┤ │ │ │ │ │ │ ├─┼─┼─┼─┼─┤ │ │ │ │ │ │ └─┴─┴─┴─┴─┘     |
| Am/D                  | [x x 0 5 5 5]  | (C D E A)     | triade mineure (basse changée)                            | x x o ╒═╤═╤═╤═╤═╕ │ │ │ │ │ │ ├─┼─┼─┼─┼─┤ │ │ │ │ │ │ ├─┼─┼─┼─┼─┤ │ │ │ │ │ │ ├─┼─┼─┼─┼─┤ │ │ │ │ │ │ ├─┼─┼─┼─┼─┤ │ │ │ 1 2 3 └─┴─┴─┴─┴─┘       |
| Am/E♭                 | [0 3 x 2 4 0]  | (C E♭ E A)    | triade mineure (basse changée)                            | o x o ╒═╤═╤═╤═╤═╕ │ │ │ │ │ │ ├─┼─┼─┼─┼─┤ │ │ │ 1 │ │ ├─┼─┼─┼─┼─┤ │ 2 │ │ │ │ ├─┼─┼─┼─┼─┤ │ │ │ │ 3 │ ├─┼─┼─┼─┼─┤ │ │ │ │ │ │ └─┴─┴─┴─┴─┘       |
| Am/F                  | [0 0 3 2 1 0]  | (C E F A)     | triade mineure (basse changée)                            | o o o ╒═╤═╤═╤═╤═╕ │ │ │ │ 1 │ ├─┼─┼─┼─┼─┤ │ │ │ 2 │ │ ├─┼─┼─┼─┼─┤ │ │ 3 │ │ │ ├─┼─┼─┼─┼─┤ │ │ │ │ │ │ ├─┼─┼─┼─┼─┤ │ │ │ │ │ │ └─┴─┴─┴─┴─┘       |
| Am/F                  | [1 3 3 2 1 0]  | (C E F A)     | triade mineure (basse changée)                            | o ╒═╤═╤═╤═╤═╕ P │ │ │ 1 │ ├─┼─┼─┼─┼─┤ │ │ │ 2 │ │ ├─┼─┼─┼─┼─┤ │ 3 4 │ │ │ ├─┼─┼─┼─┼─┤ │ │ │ │ │ │ ├─┼─┼─┼─┼─┤ │ │ │ │ │ │ └─┴─┴─┴─┴─┘           |
| Am/F                  | [1 x 2 2 1 0]  | (C E F A)     | triade mineure (basse changée)                            | x o ╒═╤═╤═╤═╤═╕ P │ │ │ 1 │ ├─┼─┼─┼─┼─┤ │ │ 3 2 │ │ ├─┼─┼─┼─┼─┤ │ │ │ │ │ │ ├─┼─┼─┼─┼─┤ │ │ │ │ │ │ ├─┼─┼─┼─┼─┤ │ │ │ │ │ │ └─┴─┴─┴─┴─┘         |
| Am/F                  | [x x 2 2 1 1]  | (C E F A)     | triade mineure (basse changée)                            | x x ╒═╤═╤═╤═╤═╕ │ │ │ │ 1=1 ├─┼─┼─┼─┼─┤ │ │ 2 3 │ │ ├─┼─┼─┼─┼─┤ │ │ │ │ │ │ ├─┼─┼─┼─┼─┤ │ │ │ │ │ │ ├─┼─┼─┼─┼─┤ │ │ │ │ │ │ └─┴─┴─┴─┴─┘         |
| Am/F                  | [x x 3 2 1 0]  | (C E F A)     | triade mineure (basse changée)                            | x x o ╒═╤═╤═╤═╤═╕ │ │ │ │ 1 │ ├─┼─┼─┼─┼─┤ │ │ │ 2 │ │ ├─┼─┼─┼─┼─┤ │ │ 3 │ │ │ ├─┼─┼─┼─┼─┤ │ │ │ │ │ │ ├─┼─┼─┼─┼─┤ │ │ │ │ │ │ └─┴─┴─┴─┴─┘       |
| Am/G                  | [0 0 2 0 1 3]  | (C E G A)     | triade mineure (basse changée)                            | o o o ╒═╤═╤═╤═╤═╕ │ │ │ │ 1 │ ├─┼─┼─┼─┼─┤ │ │ 2 │ │ │ ├─┼─┼─┼─┼─┤ │ │ │ │ │ 3 ├─┼─┼─┼─┼─┤ │ │ │ │ │ │ ├─┼─┼─┼─┼─┤ │ │ │ │ │ │ └─┴─┴─┴─┴─┘       |
| Am/G                  | [x 0 2 0 1 0]  | (C E G A)     | triade mineure (basse changée)                            | x o o o ╒═╤═╤═╤═╤═╕ │ │ │ │ 1 │ ├─┼─┼─┼─┼─┤ │ │ 2 │ │ │ ├─┼─┼─┼─┼─┤ │ │ │ │ │ │ ├─┼─┼─┼─┼─┤ │ │ │ │ │ │ ├─┼─┼─┼─┼─┤ │ │ │ │ │ │ └─┴─┴─┴─┴─┘     |
| Am/G                  | [x 0 2 2 1 3]  | (C E G A)     | triade mineure (basse changée)                            | x o ╒═╤═╤═╤═╤═╕ │ │ │ │ 1 │ ├─┼─┼─┼─┼─┤ │ │ 2 3 │ │ ├─┼─┼─┼─┼─┤ │ │ │ │ │ 4 ├─┼─┼─┼─┼─┤ │ │ │ │ │ │ ├─┼─┼─┼─┼─┤ │ │ │ │ │ │ └─┴─┴─┴─┴─┘         |
| Am/G                  | [x 0 5 5 5 8]  | (C E G A)     | triade mineure (basse changée)                            | x o ┌─┬─┬─┬─┬─┐ 5 │ │ 1=====1 ├─┼─┼─┼─┼─┤ │ │ │ │ │ │ ├─┼─┼─┼─┼─┤ │ │ │ │ │ │ ├─┼─┼─┼─┼─┤ │ │ │ │ │ 4 ├─┼─┼─┼─┼─┤ │ │ │ │ │ │ └─┴─┴─┴─┴─┘       |
| Am/G♭                 | [x 0 2 2 1 2]  | (C E G♭ A)    | triade mineure (basse changée)                            | x o ╒═╤═╤═╤═╤═╕ │ │ │ │ 1 │ ├─┼─┼─┼─┼─┤ │ │ 2 3 │ 4 ├─┼─┼─┼─┼─┤ │ │ │ │ │ │ ├─┼─┼─┼─┼─┤ │ │ │ │ │ │ ├─┼─┼─┼─┼─┤ │ │ │ │ │ │ └─┴─┴─┴─┴─┘         |
| Am/G♭                 | [x x 2 2 1 2]  | (C E G♭ A)    | triade mineure (basse changée)                            | x x ╒═╤═╤═╤═╤═╕ │ │ │ │ 1 │ ├─┼─┼─┼─┼─┤ │ │ 2 3 │ 4 ├─┼─┼─┼─┼─┤ │ │ │ │ │ │ ├─┼─┼─┼─┼─┤ │ │ │ │ │ │ ├─┼─┼─┼─┼─┤ │ │ │ │ │ │ └─┴─┴─┴─┴─┘         |
| Am6                   | [x 0 2 2 1 2]  | (C E G♭ A)    | triade mineure plus sixte                                 | x o ╒═╤═╤═╤═╤═╕ │ │ │ │ 1 │ ├─┼─┼─┼─┼─┤ │ │ 2 3 │ 4 ├─┼─┼─┼─┼─┤ │ │ │ │ │ │ ├─┼─┼─┼─┼─┤ │ │ │ │ │ │ ├─┼─┼─┼─┼─┤ │ │ │ │ │ │ └─┴─┴─┴─┴─┘         |
| Am6                   | [x x 2 2 1 2]  | (C E G♭ A)    | triade mineure plus sixte                                 | x x ╒═╤═╤═╤═╤═╕ │ │ │ │ 1 │ ├─┼─┼─┼─┼─┤ │ │ 2 3 │ 4 ├─┼─┼─┼─┼─┤ │ │ │ │ │ │ ├─┼─┼─┼─┼─┤ │ │ │ │ │ │ ├─┼─┼─┼─┼─┤ │ │ │ │ │ │ └─┴─┴─┴─┴─┘         |
| Am7                   | [0 0 2 0 1 3]  | (C E G A)     | triade mineure, mineur septième                           | o o o ╒═╤═╤═╤═╤═╕ │ │ │ │ 1 │ ├─┼─┼─┼─┼─┤ │ │ 2 │ │ │ ├─┼─┼─┼─┼─┤ │ │ │ │ │ 3 ├─┼─┼─┼─┼─┤ │ │ │ │ │ │ ├─┼─┼─┼─┼─┤ │ │ │ │ │ │ └─┴─┴─┴─┴─┘       |
| Am7                   | [x 0 2 0 1 0]  | (C E G A)     | triade mineure, mineur septième                           | x o o o ╒═╤═╤═╤═╤═╕ │ │ │ │ 1 │ ├─┼─┼─┼─┼─┤ │ │ 2 │ │ │ ├─┼─┼─┼─┼─┤ │ │ │ │ │ │ ├─┼─┼─┼─┼─┤ │ │ │ │ │ │ ├─┼─┼─┼─┼─┤ │ │ │ │ │ │ └─┴─┴─┴─┴─┘     |
| Am7                   | [x 0 2 2 1 3]  | (C E G A)     | triade mineure, mineur septième                           | x o ╒═╤═╤═╤═╤═╕ │ │ │ │ 1 │ ├─┼─┼─┼─┼─┤ │ │ 2 3 │ │ ├─┼─┼─┼─┼─┤ │ │ │ │ │ 4 ├─┼─┼─┼─┼─┤ │ │ │ │ │ │ ├─┼─┼─┼─┼─┤ │ │ │ │ │ │ └─┴─┴─┴─┴─┘         |
| Am7                   | [x 0 5 5 5 8]  | (C E G A)     | triade mineure, mineur septième                           | x o ┌─┬─┬─┬─┬─┐ 5 │ │ 1=====1 ├─┼─┼─┼─┼─┤ │ │ │ │ │ │ ├─┼─┼─┼─┼─┤ │ │ │ │ │ │ ├─┼─┼─┼─┼─┤ │ │ │ │ │ 4 ├─┼─┼─┼─┼─┤ │ │ │ │ │ │ └─┴─┴─┴─┴─┘       |
| Am7(b5) ou Ao7        | [x x 1 2 1 3]  | (C E♭ G A)    | triade diminuée, mineur septième : demi-septième diminuée | x x ╒═╤═╤═╤═╤═╕ │ │ 1 │ 2 │ ├─┼─┼─┼─┼─┤ │ │ │ 3 │ │ ├─┼─┼─┼─┼─┤ │ │ │ │ │ 4 ├─┼─┼─┼─┼─┤ │ │ │ │ │ │ ├─┼─┼─┼─┼─┤ │ │ │ │ │ │ └─┴─┴─┴─┴─┘         |
| Am7/add11 ou Am7/11   | [x 5 7 5 8 0]  | (C D E G A)   | triade mineure, mineur septième, plus onzième             | x o ┌─┬─┬─┬─┬─┐ 5 │ ? │ ? │ │ ├─┼─┼─┼─┼─┤ │ │ │ │ │ │ ├─┼─┼─┼─┼─┤ │ │ ? │ │ │ ├─┼─┼─┼─┼─┤ │ │ │ │ ? │ ├─┼─┼─┼─┼─┤ │ │ │ │ │ │ └─┴─┴─┴─┴─┘       |
| Amaj7 ou A♯7          | [x 0 2 1 2 0]  | (D♭ E A♭ A)   | triade majeure, septième majeure                          | x o o ╒═╤═╤═╤═╤═╕ │ │ │ 1 │ │ ├─┼─┼─┼─┼─┤ │ │ 2 │ 3 │ ├─┼─┼─┼─┼─┤ │ │ │ │ │ │ ├─┼─┼─┼─┼─┤ │ │ │ │ │ │ ├─┼─┼─┼─┼─┤ │ │ │ │ │ │ └─┴─┴─┴─┴─┘       |
| Amin/maj9             | [x 0 6 5 5 7]  | (C E A♭ A B)  | triade mineure, septième majeure plus neuvième            | x o ┌─┬─┬─┬─┬─┐ 5 │ │ │ 1===1 ├─┼─┼─┼─┼─┤ │ │ 2 │ │ │ ├─┼─┼─┼─┼─┤ │ │ │ │ │ 4 ├─┼─┼─┼─┼─┤ │ │ │ │ │ │ ├─┼─┼─┼─┼─┤ │ │ │ │ │ │ └─┴─┴─┴─┴─┘       |
| Asus ou Asus4         | [0 0 2 2 3 0]  | (D E A)       | sans tierce mais une quarte d'une triade majeure          | o o o ╒═╤═╤═╤═╤═╕ │ │ │ │ │ │ ├─┼─┼─┼─┼─┤ │ │ 1 2 │ │ ├─┼─┼─┼─┼─┤ │ │ │ │ 3 │ ├─┼─┼─┼─┼─┤ │ │ │ │ │ │ ├─┼─┼─┼─┼─┤ │ │ │ │ │ │ └─┴─┴─┴─┴─┘       |
| Asus ou Asus4         | [x 0 2 2 3 0]  | (D E A)       | sans tierce mais une quarte d'une triade majeure          | x o o ╒═╤═╤═╤═╤═╕ │ │ │ │ │ │ ├─┼─┼─┼─┼─┤ │ │ 1 2 │ │ ├─┼─┼─┼─┼─┤ │ │ │ │ 3 │ ├─┼─┼─┼─┼─┤ │ │ │ │ │ │ ├─┼─┼─┼─┼─┤ │ │ │ │ │ │ └─┴─┴─┴─┴─┘       |
| Asus ou Asus4         | [5 5 7 7 x 0]  | (D E A)       | sans tierce mais une quarte d'une triade majeure          | x o ┌─┬─┬─┬─┬─┐ 5 1=1 │ │ │ │ ├─┼─┼─┼─┼─┤ │ │ │ │ │ │ ├─┼─┼─┼─┼─┤ │ │ 3 4 │ │ ├─┼─┼─┼─┼─┤ │ │ │ │ │ │ ├─┼─┼─┼─┼─┤ │ │ │ │ │ │ └─┴─┴─┴─┴─┘       |
| Asus ou Asus4         | [x 0 0 2 3 0]  | (D E A)       | sans tierce mais une quarte d'une triade majeure          | x o o o ╒═╤═╤═╤═╤═╕ │ │ │ │ │ │ ├─┼─┼─┼─┼─┤ │ │ │ 1 │ │ ├─┼─┼─┼─┼─┤ │ │ │ │ 2 │ ├─┼─┼─┼─┼─┤ │ │ │ │ │ │ ├─┼─┼─┼─┼─┤ │ │ │ │ │ │ └─┴─┴─┴─┴─┘     |
| Asus2 ou Aadd9(no3)   | [0 0 2 2 0 0]  | (E A B)       | sans tierce mais une seconde d'une triade majeure         | o o o o ╒═╤═╤═╤═╤═╕ │ │ │ │ │ │ ├─┼─┼─┼─┼─┤ │ │ 1 2 │ │ ├─┼─┼─┼─┼─┤ │ │ │ │ │ │ ├─┼─┼─┼─┼─┤ │ │ │ │ │ │ ├─┼─┼─┼─┼─┤ │ │ │ │ │ │ └─┴─┴─┴─┴─┘     |
| Asus2 ou Aadd9(no3)   | [0 0 2 4 0 0]  | (E A B)       | sans tierce mais une seconde d'une triade majeure         | o o o o ╒═╤═╤═╤═╤═╕ │ │ │ │ │ │ ├─┼─┼─┼─┼─┤ │ │ 1 │ │ │ ├─┼─┼─┼─┼─┤ │ │ │ │ │ │ ├─┼─┼─┼─┼─┤ │ │ │ 3 │ │ ├─┼─┼─┼─┼─┤ │ │ │ │ │ │ └─┴─┴─┴─┴─┘     |
| Asus2 ou Aadd9(no3)   | [0 2 2 2 0 0]  | (E A B)       | sans tierce mais une seconde d'une triade majeure         | o o o ╒═╤═╤═╤═╤═╕ │ │ │ │ │ │ ├─┼─┼─┼─┼─┤ │ 1 2 3 │ │ ├─┼─┼─┼─┼─┤ │ │ │ │ │ │ ├─┼─┼─┼─┼─┤ │ │ │ │ │ │ ├─┼─┼─┼─┼─┤ │ │ │ │ │ │ └─┴─┴─┴─┴─┘       |
| Asus2 ou Aadd9(no3)   | [x 0 2 2 0 0]  | (E A B)       | sans tierce mais une seconde d'une triade majeure         | x o o o ╒═╤═╤═╤═╤═╕ │ │ │ │ │ │ ├─┼─┼─┼─┼─┤ │ │ 1 2 │ │ ├─┼─┼─┼─┼─┤ │ │ │ │ │ │ ├─┼─┼─┼─┼─┤ │ │ │ │ │ │ ├─┼─┼─┼─┼─┤ │ │ │ │ │ │ └─┴─┴─┴─┴─┘     |
| Asus2 ou Aadd9(no3)   | [x x 2 2 0 0]  | (E A B)       | sans tierce mais une seconde d'une triade majeure         | x x o o ╒═╤═╤═╤═╤═╕ │ │ │ │ │ │ ├─┼─┼─┼─┼─┤ │ │ 1 2 │ │ ├─┼─┼─┼─┼─┤ │ │ │ │ │ │ ├─┼─┼─┼─┼─┤ │ │ │ │ │ │ ├─┼─┼─┼─┼─┤ │ │ │ │ │ │ └─┴─┴─┴─┴─┘     |
| Asus2/A♭              | [x 0 2 1 0 0]  | (E A♭ A B)    | triade sus2 (basse changée)                               | x o o o ╒═╤═╤═╤═╤═╕ │ │ │ 1 │ │ ├─┼─┼─┼─┼─┤ │ │ 2 │ │ │ ├─┼─┼─┼─┼─┤ │ │ │ │ │ │ ├─┼─┼─┼─┼─┤ │ │ │ │ │ │ ├─┼─┼─┼─┼─┤ │ │ │ │ │ │ └─┴─┴─┴─┴─┘     |
| Asus2/C               | [0 0 7 5 0 0]  | (C E A B)     | triade sus2 (basse changée)                               | o o o o ┌─┬─┬─┬─┬─┐ 5 │ │ │ 1 │ │ ├─┼─┼─┼─┼─┤ │ │ │ │ │ │ ├─┼─┼─┼─┼─┤ │ │ 3 │ │ │ ├─┼─┼─┼─┼─┤ │ │ │ │ │ │ ├─┼─┼─┼─┼─┤ │ │ │ │ │ │ └─┴─┴─┴─┴─┘   |
| Asus2/C               | [x 3 2 2 0 0]  | (C E A B)     | triade sus2 (basse changée)                               | x o o ╒═╤═╤═╤═╤═╕ │ │ │ │ │ │ ├─┼─┼─┼─┼─┤ │ │ 2 1 │ │ ├─┼─┼─┼─┼─┤ │ 3 │ │ │ │ ├─┼─┼─┼─┼─┤ │ │ │ │ │ │ ├─┼─┼─┼─┼─┤ │ │ │ │ │ │ └─┴─┴─┴─┴─┘       |
| Asus2/D               | [0 2 0 2 0 0]  | (D E A B)     | triade sus2 (basse changée)                               | o o o o ╒═╤═╤═╤═╤═╕ │ │ │ │ │ │ ├─┼─┼─┼─┼─┤ │ 1 │ 2 │ │ ├─┼─┼─┼─┼─┤ │ │ │ │ │ │ ├─┼─┼─┼─┼─┤ │ │ │ │ │ │ ├─┼─┼─┼─┼─┤ │ │ │ │ │ │ └─┴─┴─┴─┴─┘     |
| Asus2/D               | [x 2 0 2 3 0]  | (D E A B)     | triade sus2 (basse changée)                               | x o o ╒═╤═╤═╤═╤═╕ │ │ │ │ │ │ ├─┼─┼─┼─┼─┤ │ 1 │ 2 │ │ ├─┼─┼─┼─┼─┤ │ │ │ │ 3 │ ├─┼─┼─┼─┼─┤ │ │ │ │ │ │ ├─┼─┼─┼─┼─┤ │ │ │ │ │ │ └─┴─┴─┴─┴─┘       |
| Asus2/D♭              | [0 0 2 4 2 0]  | (D♭ E A B)    | triade sus2 (basse changée)                               | o o o ╒═╤═╤═╤═╤═╕ │ │ │ │ │ │ ├─┼─┼─┼─┼─┤ │ │ 1 │ 2 │ ├─┼─┼─┼─┼─┤ │ │ │ │ │ │ ├─┼─┼─┼─┼─┤ │ │ │ 4 │ │ ├─┼─┼─┼─┼─┤ │ │ │ │ │ │ └─┴─┴─┴─┴─┘       |
| Asus2/D♭              | [x 0 7 6 0 0]  | (D♭ E A B)    | triade sus2 (basse changée)                               | x o o o ┌─┬─┬─┬─┬─┐ 6 │ │ │ 1 │ │ ├─┼─┼─┼─┼─┤ │ │ 2 │ │ │ ├─┼─┼─┼─┼─┤ │ │ │ │ │ │ ├─┼─┼─┼─┼─┤ │ │ │ │ │ │ ├─┼─┼─┼─┼─┤ │ │ │ │ │ │ └─┴─┴─┴─┴─┘   |
| Asus2/E♭              | [x 2 1 2 0 0]  | (E♭ E A B)    | triade sus2 (basse changée)                               | x o o ╒═╤═╤═╤═╤═╕ │ │ 1 │ │ │ ├─┼─┼─┼─┼─┤ │ 2 │ 3 │ │ ├─┼─┼─┼─┼─┤ │ │ │ │ │ │ ├─┼─┼─┼─┼─┤ │ │ │ │ │ │ ├─┼─┼─┼─┼─┤ │ │ │ │ │ │ └─┴─┴─┴─┴─┘       |
| Asus2/F               | [0 0 3 2 0 0]  | (E F A B)     | triade sus2 (basse changée)                               | o o o o ╒═╤═╤═╤═╤═╕ │ │ │ │ │ │ ├─┼─┼─┼─┼─┤ │ │ │ 1 │ │ ├─┼─┼─┼─┼─┤ │ │ 2 │ │ │ ├─┼─┼─┼─┼─┤ │ │ │ │ │ │ ├─┼─┼─┼─┼─┤ │ │ │ │ │ │ └─┴─┴─┴─┴─┘     |
| Asus2/G               | [3 x 2 2 0 0]  | (E G A B)     | triade sus2 (basse changée)                               | x o o ╒═╤═╤═╤═╤═╕ │ │ │ │ │ │ ├─┼─┼─┼─┼─┤ │ │ 1 2 │ │ ├─┼─┼─┼─┼─┤ 3 │ │ │ │ │ ├─┼─┼─┼─┼─┤ │ │ │ │ │ │ ├─┼─┼─┼─┼─┤ │ │ │ │ │ │ └─┴─┴─┴─┴─┘       |
| Asus2/G               | [x 0 2 0 0 0]  | (E G A B)     | triade sus2 (basse changée)                               | x o o o o ╒═╤═╤═╤═╤═╕ │ │ │ │ │ │ ├─┼─┼─┼─┼─┤ │ │ 1 │ │ │ ├─┼─┼─┼─┼─┤ │ │ │ │ │ │ ├─┼─┼─┼─┼─┤ │ │ │ │ │ │ ├─┼─┼─┼─┼─┤ │ │ │ │ │ │ └─┴─┴─┴─┴─┘   |
| Asus2/G               | [x 0 5 4 5 0]  | (E G A B)     | triade sus2 (basse changée)                               | x o o ╒═╤═╤═╤═╤═╕ │ │ │ │ │ │ ├─┼─┼─┼─┼─┤ │ │ │ │ │ │ ├─┼─┼─┼─┼─┤ │ │ │ │ │ │ ├─┼─┼─┼─┼─┤ │ │ │ 1 │ │ ├─┼─┼─┼─┼─┤ │ │ 2 │ 3 │ └─┴─┴─┴─┴─┘       |
| Asus2/G♭              | [x 0 4 4 0 0]  | (E G♭ A B)    | triade sus2 (basse changée)                               | x o o o ╒═╤═╤═╤═╤═╕ │ │ │ │ │ │ ├─┼─┼─┼─┼─┤ │ │ │ │ │ │ ├─┼─┼─┼─┼─┤ │ │ │ │ │ │ ├─┼─┼─┼─┼─┤ │ │ 1 2 │ │ ├─┼─┼─┼─┼─┤ │ │ │ │ │ │ └─┴─┴─┴─┴─┘     |
| Asus2/G♭              | [x 2 4 2 5 2]  | (E G♭ A B)    | triade sus2 (basse changée)                               | x ╒═╤═╤═╤═╤═╕ │ │ │ │ │ │ ├─┼─┼─┼─┼─┤ │ 1=======1 ├─┼─┼─┼─┼─┤ │ │ │ │ │ │ ├─┼─┼─┼─┼─┤ │ │ 2 │ │ │ ├─┼─┼─┼─┼─┤ │ │ │ │ 3 │ └─┴─┴─┴─┴─┘           |
| Asus4/A♭              | [4 x 0 2 3 0]  | (D E A♭ A)    | triade sus4 (basse changée)                               | x o o ╒═╤═╤═╤═╤═╕ │ │ │ │ │ │ ├─┼─┼─┼─┼─┤ │ │ │ 1 │ │ ├─┼─┼─┼─┼─┤ │ │ │ │ 2 │ ├─┼─┼─┼─┼─┤ 3 │ │ │ │ │ ├─┼─┼─┼─┼─┤ │ │ │ │ │ │ └─┴─┴─┴─┴─┘       |
| Asus4/B               | [0 2 0 2 0 0]  | (D E A B)     | triade sus4 (basse changée)                               | o o o o ╒═╤═╤═╤═╤═╕ │ │ │ │ │ │ ├─┼─┼─┼─┼─┤ │ 1 │ 2 │ │ ├─┼─┼─┼─┼─┤ │ │ │ │ │ │ ├─┼─┼─┼─┼─┤ │ │ │ │ │ │ ├─┼─┼─┼─┼─┤ │ │ │ │ │ │ └─┴─┴─┴─┴─┘     |
| Asus4/B♭              | [0 1 x 2 3 0]  | (D E A B♭)    | triade sus4 (basse changée)                               | o x o ╒═╤═╤═╤═╤═╕ │ 1 │ │ │ │ ├─┼─┼─┼─┼─┤ │ │ │ 2 │ │ ├─┼─┼─┼─┼─┤ │ │ │ │ 3 │ ├─┼─┼─┼─┼─┤ │ │ │ │ │ │ ├─┼─┼─┼─┼─┤ │ │ │ │ │ │ └─┴─┴─┴─┴─┘       |
| Asus4/C               | [x x 0 2 1 0]  | (C D E A)     | triade sus4 (basse changée)                               | x x o o ╒═╤═╤═╤═╤═╕ │ │ │ │ 1 │ ├─┼─┼─┼─┼─┤ │ │ │ 2 │ │ ├─┼─┼─┼─┼─┤ │ │ │ │ │ │ ├─┼─┼─┼─┼─┤ │ │ │ │ │ │ ├─┼─┼─┼─┼─┤ │ │ │ │ │ │ └─┴─┴─┴─┴─┘     |
| Asus4/C               | [x x 0 5 5 5]  | (C D E A)     | triade sus4 (basse changée)                               | x x o ╒═╤═╤═╤═╤═╕ │ │ │ │ │ │ ├─┼─┼─┼─┼─┤ │ │ │ │ │ │ ├─┼─┼─┼─┼─┤ │ │ │ │ │ │ ├─┼─┼─┼─┼─┤ │ │ │ │ │ │ ├─┼─┼─┼─┼─┤ │ │ │ 1 2 3 └─┴─┴─┴─┴─┘       |
| Asus4/D♭              | [x 0 0 2 2 0]  | (D♭ D E A)    | triade sus4 (basse changée)                               | x o o o ╒═╤═╤═╤═╤═╕ │ │ │ │ │ │ ├─┼─┼─┼─┼─┤ │ │ │ 1 2 │ ├─┼─┼─┼─┼─┤ │ │ │ │ │ │ ├─┼─┼─┼─┼─┤ │ │ │ │ │ │ ├─┼─┼─┼─┼─┤ │ │ │ │ │ │ └─┴─┴─┴─┴─┘     |
| Asus4/D♭              | [x x 0 2 2 0]  | (D♭ D E A)    | triade sus4 (basse changée)                               | x x o o ╒═╤═╤═╤═╤═╕ │ │ │ │ │ │ ├─┼─┼─┼─┼─┤ │ │ │ 1 2 │ ├─┼─┼─┼─┼─┤ │ │ │ │ │ │ ├─┼─┼─┼─┼─┤ │ │ │ │ │ │ ├─┼─┼─┼─┼─┤ │ │ │ │ │ │ └─┴─┴─┴─┴─┘     |
| Asus4/D♭              | [x x 0 6 5 5]  | (D♭ D E A)    | triade sus4 (basse changée)                               | x x o ┌─┬─┬─┬─┬─┐ 5 │ │ │ │ 2 1 ├─┼─┼─┼─┼─┤ │ │ │ 3 │ │ ├─┼─┼─┼─┼─┤ │ │ │ │ │ │ ├─┼─┼─┼─┼─┤ │ │ │ │ │ │ ├─┼─┼─┼─┼─┤ │ │ │ │ │ │ └─┴─┴─┴─┴─┘     |
| Asus4/D♭              | [x x 0 9 10 9] | (D♭ D E A)    | triade sus4 (basse changée)                               | x x o ┌─┬─┬─┬─┬─┐ 9 │ │ │ 1 │ 2 ├─┼─┼─┼─┼─┤ │ │ │ │ 3 │ ├─┼─┼─┼─┼─┤ │ │ │ │ │ │ ├─┼─┼─┼─┼─┤ │ │ │ │ │ │ ├─┼─┼─┼─┼─┤ │ │ │ │ │ │ └─┴─┴─┴─┴─┘     |
| Asus4/F               | [x x 7 7 6 0]  | (D E F A)     | triade sus4 (basse changée)                               | x x o ┌─┬─┬─┬─┬─┐ 6 │ │ │ │ 1 │ ├─┼─┼─┼─┼─┤ │ │ 2 3 │ │ ├─┼─┼─┼─┼─┤ │ │ │ │ │ │ ├─┼─┼─┼─┼─┤ │ │ │ │ │ │ ├─┼─┼─┼─┼─┤ │ │ │ │ │ │ └─┴─┴─┴─┴─┘     |
| Asus4/G               | [x 0 2 0 3 0]  | (D E G A)     | triade sus4 (basse changée)                               | x o o o ╒═╤═╤═╤═╤═╕ │ │ │ │ │ │ ├─┼─┼─┼─┼─┤ │ │ 1 │ │ │ ├─┼─┼─┼─┼─┤ │ │ │ │ 2 │ ├─┼─┼─┼─┼─┤ │ │ │ │ │ │ ├─┼─┼─┼─┼─┤ │ │ │ │ │ │ └─┴─┴─┴─┴─┘     |
| Asus4/G               | [x 0 2 0 3 3]  | (D E G A)     | triade sus4 (basse changée)                               | x o o ╒═╤═╤═╤═╤═╕ │ │ │ │ │ │ ├─┼─┼─┼─┼─┤ │ │ 1 │ │ │ ├─┼─┼─┼─┼─┤ │ │ │ │ 2 3 ├─┼─┼─┼─┼─┤ │ │ │ │ │ │ ├─┼─┼─┼─┼─┤ │ │ │ │ │ │ └─┴─┴─┴─┴─┘       |
| Asus4/G               | [x 0 2 2 3 3]  | (D E G A)     | triade sus4 (basse changée)                               | x o ╒═╤═╤═╤═╤═╕ │ │ │ │ │ │ ├─┼─┼─┼─┼─┤ │ │ 1 2 │ │ ├─┼─┼─┼─┼─┤ │ │ │ │ 3 4 ├─┼─┼─┼─┼─┤ │ │ │ │ │ │ ├─┼─┼─┼─┼─┤ │ │ │ │ │ │ └─┴─┴─┴─┴─┘         |
| Asus4/G               | [x 0 0 0 x 0]  | (D E G A)     | triade sus4 (basse changée)                               | x o o o x o ╒═╤═╤═╤═╤═╕ │ │ │ │ │ │ ├─┼─┼─┼─┼─┤ │ │ │ │ │ │ ├─┼─┼─┼─┼─┤ │ │ │ │ │ │ ├─┼─┼─┼─┼─┤ │ │ │ │ │ │ ├─┼─┼─┼─┼─┤ │ │ │ │ │ │ └─┴─┴─┴─┴─┘ |
| Asus4/G♭              | [0 0 0 2 3 2]  | (D E G♭ A)    | triade sus4 (basse changée)                               | o o o ╒═╤═╤═╤═╤═╕ │ │ │ │ │ │ ├─┼─┼─┼─┼─┤ │ │ │ 1 │ 2 ├─┼─┼─┼─┼─┤ │ │ │ │ 3 │ ├─┼─┼─┼─┼─┤ │ │ │ │ │ │ ├─┼─┼─┼─┼─┤ │ │ │ │ │ │ └─┴─┴─┴─┴─┘       |
| Asus4/G♭              | [0 0 4 2 3 0]  | (D E G♭ A)    | triade sus4 (basse changée)                               | o o o ╒═╤═╤═╤═╤═╕ │ │ │ │ │ │ ├─┼─┼─┼─┼─┤ │ │ │ 1 │ │ ├─┼─┼─┼─┼─┤ │ │ │ │ 2 │ ├─┼─┼─┼─┼─┤ │ │ 3 │ │ │ ├─┼─┼─┼─┼─┤ │ │ │ │ │ │ └─┴─┴─┴─┴─┘       |
| Asus4/G♭              | [2 x 0 2 3 0]  | (D E G♭ A)    | triade sus4 (basse changée)                               | x o o ╒═╤═╤═╤═╤═╕ │ │ │ │ │ │ ├─┼─┼─┼─┼─┤ 1 │ │ 2 │ │ ├─┼─┼─┼─┼─┤ │ │ │ │ 3 │ ├─┼─┼─┼─┼─┤ │ │ │ │ │ │ ├─┼─┼─┼─┼─┤ │ │ │ │ │ │ └─┴─┴─┴─┴─┘       |
| Asus4/G♭              | [x 0 2 2 3 2]  | (D E G♭ A)    | triade sus4 (basse changée)                               | x o ╒═╤═╤═╤═╤═╕ │ │ │ │ │ │ ├─┼─┼─┼─┼─┤ │ │ 1 2 │ 3 ├─┼─┼─┼─┼─┤ │ │ │ │ 4 │ ├─┼─┼─┼─┼─┤ │ │ │ │ │ │ ├─┼─┼─┼─┼─┤ │ │ │ │ │ │ └─┴─┴─┴─┴─┘         |
| Asus4/G♭              | [x x 2 2 3 2]  | (D E G♭ A)    | triade sus4 (basse changée)                               | x x ╒═╤═╤═╤═╤═╕ │ │ │ │ │ │ ├─┼─┼─┼─┼─┤ │ │ 1=====1 ├─┼─┼─┼─┼─┤ │ │ │ │ 2 │ ├─┼─┼─┼─┼─┤ │ │ │ │ │ │ ├─┼─┼─┼─┼─┤ │ │ │ │ │ │ └─┴─┴─┴─┴─┘         |
| Asus4/G♭              | [x 5 4 2 3 0]  | (D E G♭ A)    | triade sus4 (basse changée)                               | x o ╒═╤═╤═╤═╤═╕ │ │ │ │ │ │ ├─┼─┼─┼─┼─┤ │ │ │ 1 │ │ ├─┼─┼─┼─┼─┤ │ │ │ │ 2 │ ├─┼─┼─┼─┼─┤ │ │ 3 │ │ │ ├─┼─┼─┼─┼─┤ │ 4 │ │ │ │ └─┴─┴─┴─┴─┘         |
| Asus4/G♭              | [x 9 7 7 x 0]  | (D E G♭ A)    | triade sus4 (basse changée)                               | x x o ┌─┬─┬─┬─┬─┐ 7 │ │ 2 1 │ │ ├─┼─┼─┼─┼─┤ │ │ │ │ │ │ ├─┼─┼─┼─┼─┤ │ 4 │ │ │ │ ├─┼─┼─┼─┼─┤ │ │ │ │ │ │ ├─┼─┼─┼─┼─┤ │ │ │ │ │ │ └─┴─┴─┴─┴─┘     |

### B
Accords de SI
| B    | [X 2 4 4 4 2] | Si majeur                       | x ╒═╤═╤═╤═╤═╕ │ │ │ │ │ │ ├─┼─┼─┼─┼─┤ │ 1=======1 ├─┼─┼─┼─┼─┤ │ │ │ │ │ │ ├─┼─┼─┼─┼─┤ │ │ 2 3 4 │ ├─┼─┼─┼─┼─┤ │ │ │ │ │ │ └─┴─┴─┴─┴─┘       |
| Bm   | [X 2 4 4 3 2] | Si mineur                       | x ╒═╤═╤═╤═╤═╕ │ │ │ │ │ │ ├─┼─┼─┼─┼─┤ │ 1=======1 ├─┼─┼─┼─┼─┤ │ │ │ │ 2 │ ├─┼─┼─┼─┼─┤ │ │ 3 4 │ │ ├─┼─┼─┼─┼─┤ │ │ │ │ │ │ └─┴─┴─┴─┴─┘       |
| Bm   | [X 2 0 4 3 2] | Si mineur                       | x o ╒═╤═╤═╤═╤═╕ │ │ │ │ │ │ ├─┼─┼─┼─┼─┤ │ 1 \| \| \| 2 ├─┼─┼─┼─┼─┤ │ │ │ │ 3 │ ├─┼─┼─┼─┼─┤ │ │ \| 4 │ │ ├─┼─┼─┼─┼─┤ │ │ │ │ │ │ └─┴─┴─┴─┴─┘ |
| B7   | [X 2 4 2 4 2] | Si majeur septième de dominante | x ╒═╤═╤═╤═╤═╕ │ │ │ │ │ │ ├─┼─┼─┼─┼─┤ │ 1=======1 ├─┼─┼─┼─┼─┤ │ │ │ │ │ │ ├─┼─┼─┼─┼─┤ │ │ 3 │ 4 │ ├─┼─┼─┼─┼─┤ │ │ │ │ │ │ └─┴─┴─┴─┴─┘       |
| B7   | [X 2 1 2 0 2] | Si majeur septième de dominante | x o ╒═╤═╤═╤═╤═╕ │ │ 1 │ │ │ ├─┼─┼─┼─┼─┤ │ 2 │ 3 │ 4 ├─┼─┼─┼─┼─┤ │ │ │ │ │ │ ├─┼─┼─┼─┼─┤ │ │ │ │ │ │ ├─┼─┼─┼─┼─┤ │ │ │ │ │ │ └─┴─┴─┴─┴─┘     |
| Bm7  | [X 2 0 2 0 2] | Si mineur septième              | x o o ╒═╤═╤═╤═╤═╕ │ │ │ │ │ │ ├─┼─┼─┼─┼─┤ │ 1 │ 2 │ 3 ├─┼─┼─┼─┼─┤ │ │ │ │ │ │ ├─┼─┼─┼─┼─┤ │ │ │ │ │ │ ├─┼─┼─┼─┼─┤ │ │ │ │ │ │ └─┴─┴─┴─┴─┘   |
| Bdim | [X 2 3 1 3 0] | Si diminué                      | x o ╒═╤═╤═╤═╤═╕ │ │ │ 1 │ │ ├─┼─┼─┼─┼─┤ │ 2 │ │ │ │ ├─┼─┼─┼─┼─┤ │ │ 3 │ 4 │ ├─┼─┼─┼─┼─┤ │ │ │ │ │ │ ├─┼─┼─┼─┼─┤ │ │ │ │ │ │ └─┴─┴─┴─┴─┘     |